# Virus
En biología, un virus (del latín virus, en griego ἰός «toxina» o «veneno») es un agente infeccioso microscópico acelular que solo puede replicarse dentro de las células de los seres vivos. Los virus están constituidos por genes que contienen ácidos nucleicos que forman moléculas largas de ADN o ARN, rodeadas de proteínas. Al infectar una célula, estos genes "obligan" a la célula anfitriona a sintetizar los ácidos nucleicos y proteínas del virus para formar nuevos virus. El estudio de los virus es una rama de la microbiología que recibe el nombre de virología.
Los virus infectan a todo tipo de organismos animales, hongos, plantas, chromistas, protozoos, bacterias y arqueas. También infectan a otros virus; estas especies reciben el nombre de virófagos. A los virus que dependen de otros virus para cumplir sus requisitos se les denomina virus satélite, una categoría que también incluye a los virófagos. Los virus son en su gran mayoría demasiado pequeños para poder ser observados con la ayuda de un microscopio óptico, por lo que se dice que son submicroscópicos. Sin embargo, existen excepciones entre los virus nucleocitoplasmáticos de ADN de gran tamaño o girus, tales como Pandoravirus o Pithovirus, que sí se pueden apreciar mediante microscopía óptica. Incluso pueden superar en tamaño a algunos procariotas.
El primer virus conocido, el virus del mosaico del tabaco, fue descubierto por Martinus Beijerinck en 1899. Actualmente se han descrito más de 5000, y algunos autores opinan que podrían existir millones de tipos diferentes. Los virus se hallan en casi todos los ecosistemas de la Tierra; son la entidad biológica más abundante. También son los más diminutos, la mayoría unas cien veces más pequeños que las bacterias: miden del orden de unos 10 nanómetros, es decir, 0,00001 mm. Esto significa que habría que poner aproximadamente cien mil virus en fila para cubrir 1 mm. 
A diferencia de los priones y viroides (formados solo por una proteína, y por una cadena de ARN, respectivamente) los virus están compuestos de dos o tres partes: su material genético, que porta la información hereditaria y puede ser ADN o ARN; una cubierta proteica que protege estos genes —llamada cápside— y, en algunos, una bicapa lipídica (es decir, de grasa) que los rodea cuando se encuentran fuera de la célula —denominada envoltura vírica—. Los virus varían en su forma. Algunos son poliedros casi perfectos; el VIH, por ejemplo, es un icosaedro. Otros son helicoides o estructuras más complejas.
Desde el punto de vista de la evolución de otras especies, los virus son un medio importante de transferencia horizontal de genes, la cual incrementa la diversidad genética e impulsa la evolución biológica. Debido a ello los virus, junto con los otros agentes virales (viroides y virus satélite), han sido descritos como "mobilomas" o "vectores génicos", puesto que, además de replicarse en hospedadores celulares, también transportan genes de un organismo a otro mediante la transducción del material genético. Los virus junto con los plásmidos y transposones (compuestos de una cadena de ADN) son medios naturales importantes para transferir genes entre diferentes organismos. Se cree que los virus desempeñaron un papel central en la evolución temprana, antes de la diversificación del último antepasado común universal (LUCA), en bacterias y arqueas-eucariotas. Los bacteriófagos y plásmidos son vectores usados en biotecnología para insertar genes foráneos de una célula a otra y se ha llevado a cabo la creación de los cósmidos, fagémidos y fásmidos, que son plásmidos híbridos con bacteriófagos.
Los virus se diseminan de muchas maneras diferentes y cada tipo de virus tiene una forma de transmitirse. Llamamos vectores de transmisión a los organismos vivos que los transportan de una persona a otra, o de un animal a una persona (o viceversa). Los virus que afectan a los vegetales se propagan frecuentemente por insectos que se alimentan de savia, como los áfidos, mientras que los que afectan a animales suelen propagarse por medio de insectos hematófagos (los que chupan la sangre). Existen otros que no precisan de vectores: el virus de la gripe (ortomixovirus) y el del resfriado común (rinovirus y coronavirus) se propagan por el aire a través de los estornudos y la tos; los norovirus son transmitidos por vía fecal-oral, o por contacto con manos, alimentos y agua contaminados. Los rotavirus se dispersan a menudo por contacto directo con niños infectados. El VIH es uno de los muchos virus que se transmiten por contacto sexual o por exposición a sangre infectada.
No todos los virus provocan enfermedades; muchos se reproducen sin causar ningún daño al organismo infectado. Algunos, como el VIH, pueden producir infecciones permanentes o crónicas cuando el virus continúa multiplicándose en el cuerpo, evadiendo los mecanismos de defensa del hospedador. En los animales, en cambio, es frecuente que las infecciones víricas den lugar a una respuesta inmunitaria que confiere una inmunidad permanente a la infección. Eso es lo que se pretende (y se suele) lograr con las vacunas. Con ellas se puede llegar a erradicar una enfermedad, como ha ocurrido con la viruela. Los microorganismos como las bacterias también tienen defensas contra las infecciones víricas, conocidas como sistemas de restricción-modificación. Los antibióticos no tienen efecto sobre los virus, pero se han desarrollado medicamentos antivirales para tratar algunas infecciones.

## Etimología

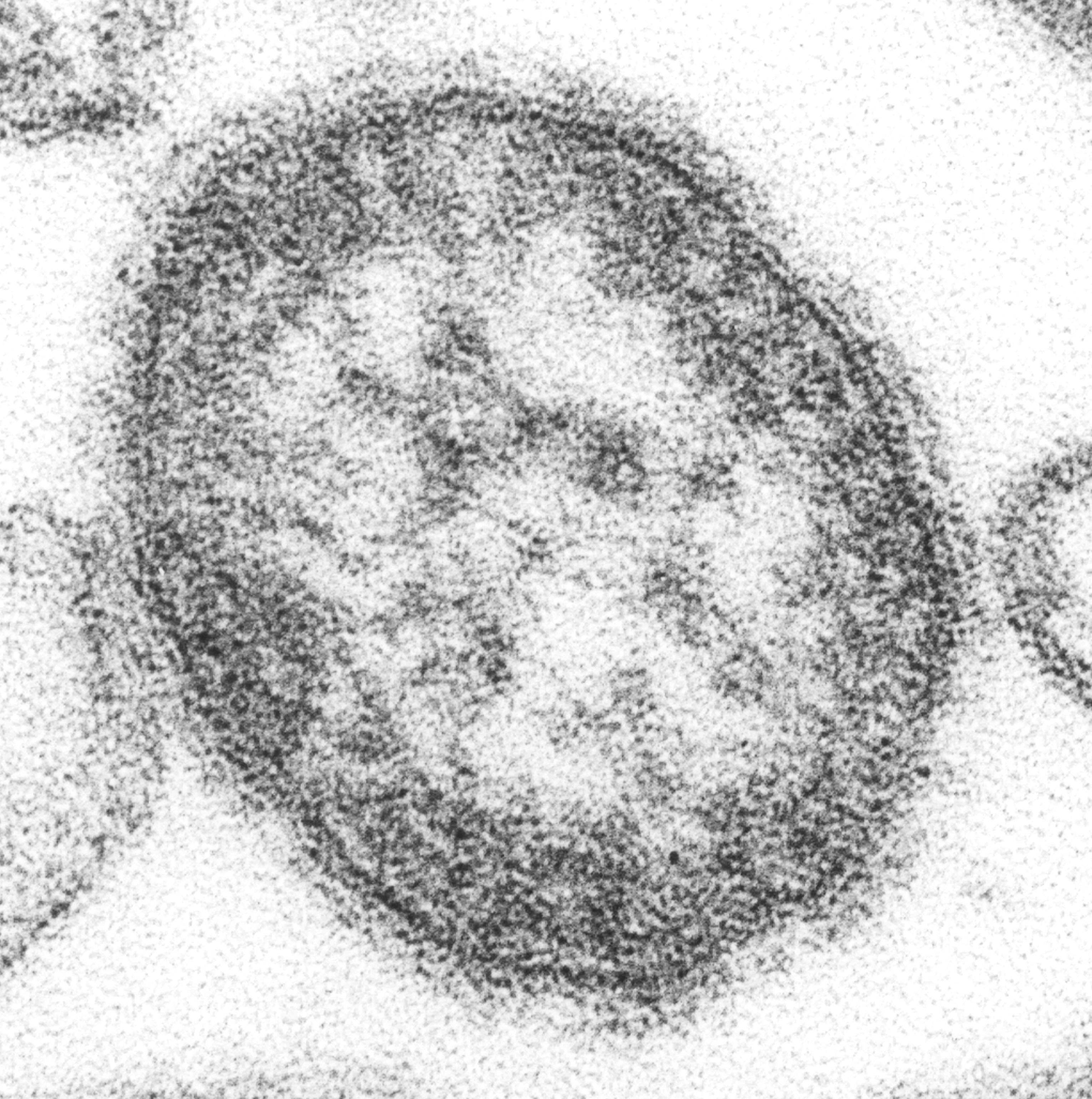
Microscopía del virus del sarampión.

La palabra proviene del latín virus, que hace referencia al veneno, o alguna sustancia nociva, y fue usada por primera vez en inglés en 1392. Virulento, del latín virulentus (venenoso), data de 1400. La expresión «agente que causa enfermedades infecciosas» se usó por primera vez en 1728, antes del descubrimiento de los virus por Dimitri Ivanovski en 1892. El adjetivo "viral" data de 1948. El plural, en español, es «virus». El término «virión» también se utiliza para referirse a una única partícula vírica infecciosa. En general se puede definir como virus a todos aquellos ácidos nucleicos móviles capaces de formar viriones en contraposición a los viroides o plásmidos que no tienen la capacidad de formar estas estructuras complejas.

## Historia del descubrimiento de los virus

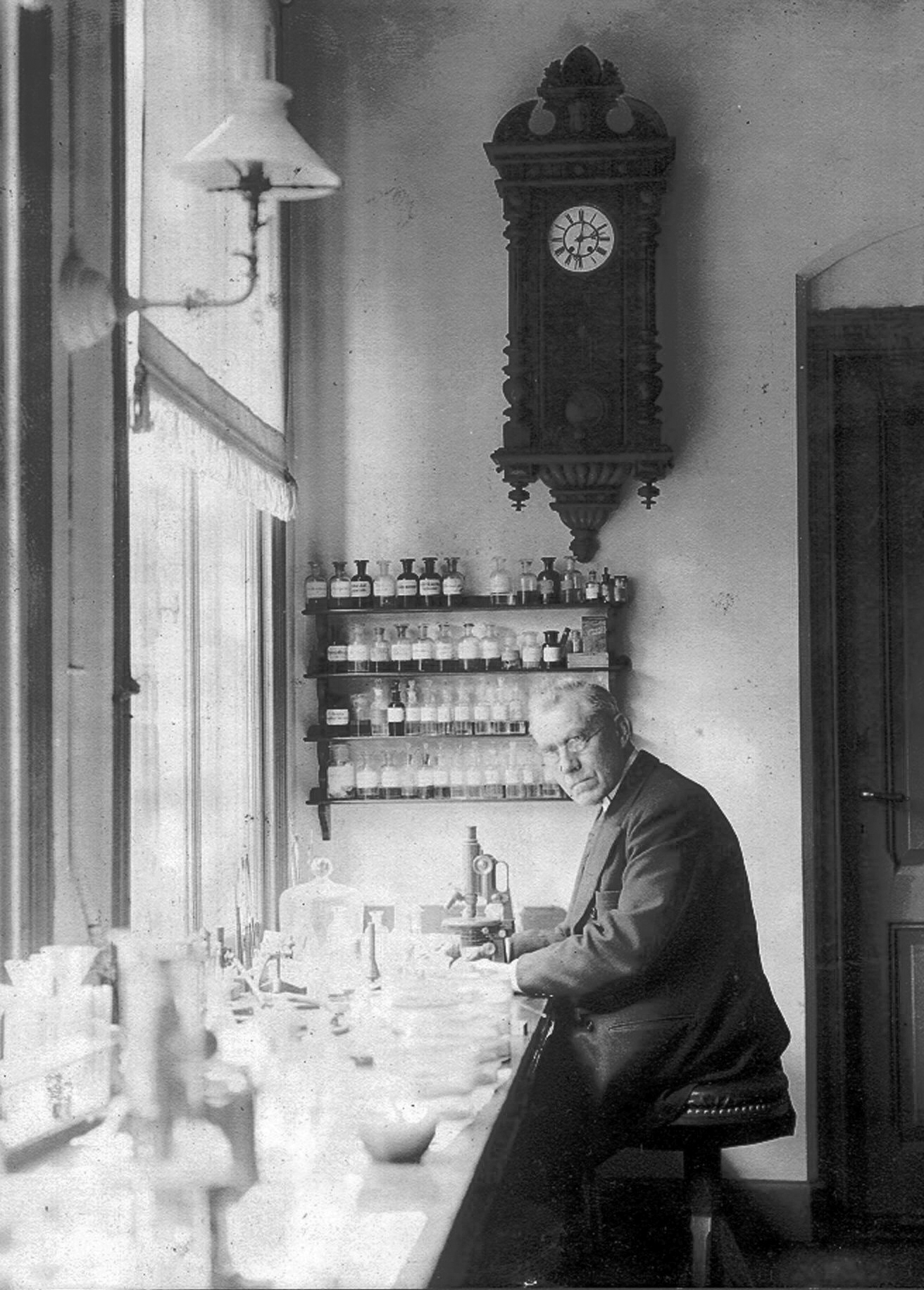
Martinus Beijerinck en su laboratorio en 1921.

A mediados del siglo XIX el término virus todavía se empleaba como sinónimo de veneno o miasma. Los virus no llegaron a conocerse como entidades biológicas hasta las postrimerías del siglo XIX, pero hay descripciones mucho más antiguas de enfermedades víricas, así como de los primeros tratamientos médicos. Se conoce un texto legal de Mesopotamia de en torno a 1800 a. C. que trata del castigo que se le impuso a un hombre cuyo perro, probablemente afectado por la rabia, mordió a otra persona y la mató. En los jeroglíficos egipcios se han hallado lo que parecen representaciones de las secuelas de una infección de polio. 
Fue Aulo Cornelio Celso quien, en el siglo I a. C., utilizó por primera vez la palabra virus. Calificó de venenosa la saliva por la que se transmite la rabia. En 1882 Adolf Mayer, haciendo experimentos sobre la enfermedad del mosaico del tabaco, causó, sin darse cuenta de ello, una transmisión de virus al transferir savia de plantas infectadas a plantas sanas, provocando de este modo también la enfermedad de estas. 
Esta transferencia ya se asociaba en el siglo XVIII con la palabra virus. Así lo describe el periódico londinense The Times en la necrológica de un médico que se había infectado al coser un cadáver diseccionado, se pinchó en la mano, «de manera que se introdujo algo de la materia del virus, o dicho en otras palabras, se le inoculó la podredumbre».
En 1884, el microbiólogo francés Charles Chamberland inventó un filtro (conocido actualmente como filtro de Chamberland o filtro de Chamberland-Pasteur) que tiene poros de tamaño inferior al de una bacteria, de manera que retiene a estas al filtrar una solución que las contenga. El biólogo ruso Dimitri Ivanovski utilizó este filtro y demostró que los extractos de hojas molidas de plantas infectadas de tabaco seguían siendo infecciosos después de filtrarlos. Eso significaba que los agentes que provocaban la enfermedad eran significativamente más pequeños que las bacterias. 
Ivanovski sugirió que la infección podría ser causada por una toxina producida por las bacterias, pero no continuó apoyando esta idea. En aquella época se pensaba que todos los agentes infecciosos podían ser retenidos por filtros y, además, que podían ser cultivados en un medio con nutrientes —esta opinión formaba parte de la teoría germinal de las enfermedades—. En 1899, el microbiólogo neerlandés Martinus Beijerinck repitió los experimentos de Ivanovski y quedó convencido de que se trataba de una nueva forma de agente infeccioso. Observó que el agente solo se multiplicaba dentro de células vivas en división, pero como sus experimentos no mostraban que estuviera compuesto de partículas, lo llamó contagium vivum fluidum («germen viviente soluble») y reintrodujo el término «virus». En ese mismo año, en 1899, Friedrich Loeffler y Frosch pasaron el agente de la fiebre aftosa —el Aphthovirus— por un filtro similar y descartaron la posibilidad de que se tratara de una toxina debido a la baja concentración. Concluyeron que el agente se podía multiplicar. Se considera que esos hitos marcaron el nacimiento de la virología. 
A principios del siglo XX, el bacteriólogo inglés Frederick Twort descubrió los virus que infectan a las bacterias, ahora llamados bacteriófagos, y el microbiólogo franco-canadiense Félix d'Herelle describió virus los cuales, al añadirlos a bacterias cultivadas en agar, producían zonas de bacterias muertas. Diluyó con precisión una suspensión de estos virus y comprobó que las diluciones más altas (es decir, las que contenían una menor concentración de virus), no mataban a todas las bacterias, sino que formaban zonas discretas de organismos muertos. Contando estas zonas, y multiplicándolas por el factor de dilución, d'Herelle pudo calcular el número de virus en la suspensión original. En 1922 propuso que los bacteriófagos fueran ancestros de las bacterias o una forma intermediaria. En 1928 junto con John Burdon Sanderson Haldane propusieron que los virus o entidades similares fueran los ancestros de los organismos celulares. Hipótesis que viene respaldada con algunas evidencias.
A finales del siglo XIX, los virus se definían en función de su infectividad, su filtrabilidad y su necesidad de hospedadores vivos. Solo habían sido cultivados en plantas y animales. En 1906, Ross Granville Harrison inventó un método para cultivar tejidos en linfa, y, en 1913, E. Steinhardt y colaboradores utilizaron este método para cultivar virus Vaccinia en fragmentos de córnea de cobaya. En 1928, H. B. Maitland y M. C. Maitland cultivaron el mismo virus en suspensiones de riñones picados de gallina. Su método no fue adoptado ampliamente hasta 1950, cuando se empezó a cultivar poliovirus a gran escala para la producción de vacunas.
Otro avance se produjo en 1931, cuando el patólogo estadounidense Ernest William Goodpasture cultivó el virus de la gripe y otros virus en huevos fertilizados de gallina. En 1949, John Franklin Enders,  Thomas Weller y  Frederick Robbins, cultivaron virus de la polio en células cultivadas de embriones humanos. Por primera vez no se utilizaron tejidos animales sólidos ni huevos. Este trabajo permitió a Jonas Salk crear una vacuna efectiva contra la polio.
Con la invención de la microscopía electrónica en 1931 por parte de los ingenieros alemanes Ernst Ruska y Max Knoll, se obtuvieron las primeras imágenes de virus. En 1935, el bioquímico y virólogo estadounidense  Wendell Stanley examinó el virus del mosaico del tabaco y descubrió que estaba compuesto principalmente de proteínas. Poco tiempo después, se dividió en dos partes: proteínas por un lado, y ARN por otro. El virus del mosaico del tabaco fue el primero que se cristalizó, y por tanto se pudo conocer su estructura en detalle. Las primeras imágenes por difracción de rayos X del virus cristalizado las obtuvieron Bernal y Fankuchen en 1941. Basándose en sus imágenes, Rosalind Franklin descubrió la estructura completa del virus en 1955. El mismo año, Heinz Fraenkel-Conrat y Robley C. Williams demostraron que el ARN purificado del virus del mosaico del tabaco y sus proteínas de envoltura pueden ensamblarse por sí mismos, y formar virus funcionales, y sugirieron que este debía de ser el modo en que los virus se reproducían en las células hospedador.
La segunda mitad del siglo XX fue la edad dorada del descubrimiento de los virus; la mayoría de las 2000 especies reconocidas de virus de animales, de vegetales y bacterianos se descubrieron durante estos años. En 1957, se descubrieron el arterivirus equino y la causa de la diarrea vírica bovina (un pestivirus). En 1963 Baruch Blumberg, descubrió el virus de la hepatitis B, y en 1965 Howard Temin describió el primer retrovirus. La transcriptasa inversa, enzima clave que utilizan los retrovirus para convertir su ARN en ADN, fue descrita originalmente en 1970, de manera independiente por Howard Temin y David Baltimore. En 1983, el equipo de Luc Montagnier del Instituto Pasteur de Francia aisló por primera vez el retrovirus que ahora se conoce por el nombre de VIH. Michael Houghton y su equipo en la Chiron Corporation descubrieron el virus de la hepatitis C.

## Origen y evolución
Al estudiar el origen de los virus, hay que considerar previamente que los virus son agentes infecciosos acelulares que infectan células y producen viriones para difundir genes entre sus hospedadores, por lo que en su origen se debe considerar la interacción entre el virus y su hospedador. Igualmente destaca que la mayoría de las proteínas víricas no tienen homólogos en las células modernas, en contradicción con la visión tradicional de los virus como los «ladrones de genes celulares». Esto sugiere que los genes víricos tendrían su origen durante la multiplicación de los genomas víricos, o provendrían de linajes celulares ahora extintos, ya que algunas proteínas víricas específicas están presentes en virus que infectan a los miembros de los tres dominios de la vida.De esto se desprende que los virus serían, en realidad, muy antiguos en la historia de la vida. En particular, los análisis estructurales de proteínas de la cápside han revelado que al menos dos tipos de viriones se habrían originado de manera independiente antes que LUCA (el Último Antepasado Común Universal de la vida celular). Aunque recientemente se han propuesto varias hipótesis para explicar el origen de los virus, sigue sin explicarse completamente la aparición de viriones como mecanismo específico para la difusión de genes. 
El autoensamblaje de los virus dentro de las células igualmente tiene implicaciones para el estudio del origen de la vida, pues refuerza las hipótesis de que la vida podría haber comenzado en forma de moléculas orgánicas autoensamblantes, (ver protobionte).
Los avances en la caracterización de los virus a nivel molecular sugieren que los virus coevolucionan con sus organismos hospedadores, debido a que los virus son parásitos intracelulares extremos y, por lo tanto, requieren de la supervivencia del hospedador para poder asegurar su propia supervivencia. (Es interesante notar en este punto que cuando un virus se multiplica en su hospedador natural, tiende a no causar una enfermedad en él, o causa una enfermedad leve y limitada en la mayoría de los casos. Varios de los virus conocidos producen enfermedades graves solo cuando infectan organismos diferentes de sus hospedadores naturales. Lo anterior sugiere que buena parte de los virus asociados con la producción de enfermedades son virus que están en proceso de adaptación a un nuevo tipo de hospedador y que, una vez lograda esta, la estrategia del virus consistirá en perpetuarse y propagarse sin afectar al organismo hospedador).[cita requerida]
Se pueden hallar virus dondequiera que haya organismos vivos, y probablemente existan desde la aparición de las primeras células. Pero, puesto que no fosilizan, no tenemos certeza de ello, de ahí que se puedan considerar especulaciones lo que se hace en disciplinas como la paleovirología. A este fin se utilizan diferentes técnicas y ensayos de biología molecular. Estas técnicas dependen de la disponibilidad de ADN o ARN vírico antiguo, pero desgraciadamente la mayoría de los virus que se han preservado y almacenado en laboratorios tienen menos de 90 años.
No obstante, existen los elementos víricos endógenos que son secuencias víricas les integradas al genoma de las células que pueden interpretarse como "fósiles víricos". Los virus retrotranscritos y la mayoría de los virus de ADN tienen una enzima llamada integrasa que les permite integrar sus ácidos nucleicos en el genoma de las células hospedadores y que posteriormente estos se conviertan en transposones. Ejemplos son los retrovirus endógenos que se derivaron de infecciones víricas que atacaron a los primeros mamíferos con antigüedades de más de 180 millones de años y están asociados a la formación de la placenta en los placentarios. Otro ejemplo son los provirus que son secuencias víricas que pueden encontrarse en cualquier organismo celular. Estudios de elementos víricos endógenos en insectos sugieren que los virus ya infectaban a los insectos hace más de 300 millones de años. También la superfamilia de transposones de ADN eucariotas polintones, los plásmidos mitocondriales (plásmidos inactivos que se encuentran en las mitocondrias), los plásmidos de levaduras (citoplasmáticos) pudieron haberse originado de infecciones víricas que atacaron a los antepasados de los eucariotas y por tanto podrían considerarse como fósiles víricos. Estas secuencias pueden tener más de 2000 millones de años de acuerdo con la estimación de la eucariogénesis. Otro ejemplo de elementos víricos endógenos son los retrotransposones LTR de las familias Bel, Ty1-copia y Ty2-copia que se originaron de infecciones causadas por los virus retrotranscritos.

### Hipótesis sobre el origen de los virus

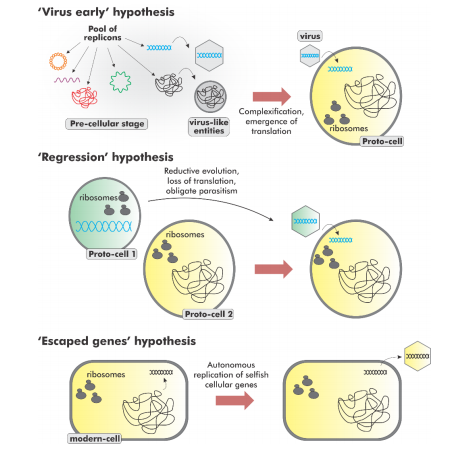
Esquema de las hipótesis clásicas sobre el origen de los virus.

Existen tres hipótesis clásicas sobre el origen de los virus:
- Hipótesis de la reducción (también conocida como «hipótesis de la degeneración» o «hipótesis del reduccionismo»): es posible que los virus fueran, al principio, pequeñas células que parasitaban a otras más grandes. A lo largo del tiempo, estos precursores de los virus fueron perdiendo los genes que no necesitaban a causa de su parasitismo. Las bacterias Rickettsia y Chlamydia y la arquea Sukunaarchaeum mirabile son células vivientes que, como los virus, solo pueden reproducirse dentro de células hospedador. El ejemplo de estas procariotas parece apoyar esta hipótesis, pues es probable que su dependencia del parasitismo haya causado la pérdida de los genes que les permitían sobrevivir fuera de una célula.[60][61]

- Hipótesis del escape (también llamada «hipótesis del nomadismo», «hipótesis del vagabundeo» o «hipótesis del origen molecular-celular»):[60][62] los virus podrían haber evolucionado a partir de fragmentos de ADN o ARN que "escaparon" de los genes de sus hospedadores u organismos estrechamente emparentados. El material genético fugitivo podría haber provenido de transposones o retrotransposones (fragmentos de ADN que pueden moverse entre las células). Estos son moléculas de ADN que se multiplican y se mueven a diferentes posiciones en el interior de los genes de la célula.[63] Antiguamente llamados «genes saltarines», son ejemplos de elementos genéticos móviles y podrían ser el origen de algunos virus. Los transposones fueron descubiertos en 1950 por Barbara McClintock a partir de sus estudios en maíz.[64]
- Hipótesis del virus primero (también llamada «hipótesis virocetrica», «hipótesis de la coevolución»): los virus podrían haber aparecido antes que las células en la Tierra formándose a partir de complejas moléculas de proteínas y ácidos nucleicos, y habrían sido dependientes de la vida celular durante muchos millones de años. En la actualidad existen otros seres biológicos similares a los virus que pueden representar estados evolutivos intermedios. Por una parte, los viroides; son moléculas de ARN que no se clasifican como virus porque carecen de envoltura proteica. Se les llama también agentes subvíricos.[65] Los viroides son importantes patógenos de las plantas.[66] No codifican proteínas, pero interactúan con la célula hospedador y la utilizan para multiplicarse y producir sus proteínas.[67] El virus de la hepatitis D de los humanos tiene un genoma de ARN similar al de los viroides, pero su envoltorio proteico deriva del virus de la hepatitis B y no puede producir uno propio. Por lo tanto, es un virus defectuoso que no puede multiplicarse sin la ayuda del virus de la hepatitis B.[68] Se aprovecha, por así decirlo, de otro tipo de virus. Es similar el caso de los virus satélite,[69] los cuales infectan a células que están ya parasitadas por otro virus, el cual se convierte en su "ayudante" (helper). Un ejemplo es el virófago sputnik, dependiente del mimivirus (un virus muy grande), el cual infecta al protozoo  Acanthamoeba castellanii.[70] Los plásmidos compuestos por moléculas de ADN circular son entidades acelulares similares a los virus que se replican y evolucionan, pero a diferencia de los virus y los otros agentes mencionados que son patógenos, los plásmidos no son infecciosos y no forman parte del genoma del hospedador. Se replican independientemente del genoma y se transmiten entre hospedadores. Los plásmidos están presentes en las bacterias, arqueas y levaduras y pueden hacer que las bacterias se vuelvan resistentes a los antibióticos o que se vuelvan patógenas.

Ninguna de estas hipótesis se consideraba plenamente aceptada, por ejemplo la hipótesis de la reducción no explicaba por qué los virus no se parecen en nada a los parásitos celulares, la hipótesis del escape no explica el origen de las cápsides y las envolturas víricas y la hipótesis del virus primero no explica por qué los virus dependen de un hospedador celular para su replicación. Un factor que impide identificar a los antepasados víricos es la transferencia horizontal de genes, porque los virus y los organismos celulares pudieron intercambiar genes durante la evolución. Según las investigaciones científicas la hipótesis más plausible para el origen de los virus es un híbrido entre la hipótesis del virus primero y el escape.

## Microbiología

### Propiedades de la vida presentes en los virus
Hay un debate candente desde hace décadas sobre si los virus constituyen una forma de vida o son solo elementos genéticos móviles que interactúan con los seres vivos. Dentro de la comunidad científica, aunque no existe un consenso científico absoluto, se tiende a no considerar a los virus como estructuras biológicas vivas. Algunos autores se refieren a ellos como «organismos al límite de la vida». Por una parte se asemejan a los organismos vivos: como ellos, tienen genes, se multiplican, tienen una estructura compleja y evolucionan por selección natural. Sin embargo, existen contrargumentos severos, los virus al carecer de una célula no pueden cumplir las funciones vitales que definen la vida como, metabolismo, homeostasis, irritabilidad, desarrollo, reproducción, adaptación y autopoiesis. En contraste con las células compuestas de membranas celulares, cromosomas, ribosomas y orgánulos, los virus son entidades simples compuestas de un tipo de ácido nucleico (ARN o ADN) y proteínas y con un estado inerte.
Los virus aparecen de forma súbita y en gran cantidad dentro de las células, lo cual es análogo al crecimiento autónomo de los cristales y además cuando ingresan a la célula se desintegran totalmente que se dividen en ácidos nucleicos y proteínas que comenzaran a ser pasados por el proceso de sintetización molecular del hospedador (replicación). Una excepción a esto podrían ser los bacteriófagos de cola que inyectan sus ácidos nucleicos y proteínas con su cola a través de la membrana celular para que estos sean sintetizado por el hospedador. Por ello los virus se replican, pues los ácidos nucleicos víricos son replicados en parte por las polimerasas, ribosomas y ARN mensajero del hospedador. Esta etapa se ha descrito como la "fábrica de viriones" porque se refiere a que los virus son fabricados por la maquinaria celular. Los virus se multiplican y evolucionan solamente en las células, sin ellas son materia orgánica inanimada. Algunos autores han argumentado que la "fábrica de viriones" es el estado vivo del virus, pero esto no puede tomarse en serio porque las fábricas de viriones pueden ser comparadas con las maquinarias de las fábricas industriales o con el proceso de multiplicación de sistemas químicos no biológicos, que no se consideran vivos.
Para muchos científicos los virus se asemejan más a los elementos genéticos móviles como los plásmidos o transposones o a los agentes subvíricos menos complejos: viroides y priones no considerados seres vivos. Los virus también contribuyen a la transferencia genética horizontal mediante la transducción del material genético por lo que junto con los plásmidos y transposones son los únicos medios de transferencia genética horizontal. También partículas idénticas a los virus pero sin genoma, se han descubierto como órganulos en las bacterias y arqueas, como los microcompartimientos bacterianos y los nanocompartimientos de encapsulina, que desempeñan funciones metabólicas y nutricionales.
Por esta razón muchos autores prefieren comparar a los virus y agentes subvíricos con los elementos genéticos móviles en lugar de con las células. Según este punto de vista los virus y los agentes subvíricos también serían elementos genéticos móviles y se han dividido a los elementos genéticos móviles en: elementos genéticos con cápsides (virus) y sin cápsides (los restantes). Algunos biólogos consideran que los virus realizan dos funciones biológicas: regular la población de especies problemáticas para la naturaleza y transferir genes entre diversos organismos. Además todos los virus no son infectivos por lo que solo contribuyen a la transferencia genética horizontal. Estos virus no infectivos fueron encontrados principalmente en los hongos, algas, protozoos, bacterias y arqueas.
En general decidir si los virus están vivos o no depende de la definición filosófica que se quiera dar de vida. Por ejemplo si se usa la teoría celular como definición deben excluirse de dicho conjunto. Si usa otra definición de vida como "todo aquel sistema capaz de replicarse" si podrían considerarse seres vivos junto con otras formas comparables como los plásmidos, no obstante, esta definición es controversial y no tiene mayor reconocimiento. Puesto que esta es una definición de vida muy simple a menudo descrita como puramente informática.
Como último argumento todos los seres vivos son clasificados en un árbol filogenético llamado «árbol de la vida» el cual se construye principalmente usando el ARN ribosómico, pero el hecho es que los virus no poseen ribosomas. Además los virus no cumplían los requisitos necesarios para poder ubicarlos de una manera fiable en el árbol de la vida: por ejemplo a todos les falta un ácido nucleico, no tienen registro fósil, no existe ni un gen compartido entre la mayoría de los grupos es, ya que son de nueva síntesis, la mayoría de sus genes se mezclan con las de los organismos celulares y como último las partículas víricas no tienen un ancestro en común por tanto son un conjunto polifilético es decir tienen varios orígenes.

### Ácido nucleico
El ácido nucleico en los virus contiene la información específica y el potencial para modificar operaciones en la célula infectada. Los ácidos nucleicos son macromoléculas constituidas por cadenas de nucleótidos, los cuales a su vez están constituidos por una base nitrogenada asociada a un azúcar del grupo de las pentosas y a uno o más grupos de fosfatos. Existen cuatro posibles tipos de ácido nucleico vírico: ADN de cadena sencilla, ADN de cadena doble, ARN de cadena sencilla y ARN de cadena doble. Virus que contienen cualquiera de estos tipos de ácido nucleico pueden ser encontrados tanto entre los fagos como entre los virus que infectan a plantas o animales.
El ADN de algunos bacteriófagos se caracteriza por contener bases raras que substituyen alguna o algunas de las bases normalmente presentes en el ADN. El ADN de cadena doble presente en algunos virus, se caracteriza por tener segmentos de cadena sencilla en ambos extremos de la molécula debido a que las secuencias de nucleótidos presentes en ambos extremos son complementarias. El ADN naturalmente circular puede ser de cadena sencilla como en el fago ØXI74, o de cadena doble, como en el virus SV4O. Existe evidencia de que algunos virus ARN que producen infecciones en vegetales como el limonero y la papa contienen moléculas circulares de ARN.
En los últimos diez años se han desarrollado una variedad de técnicas y métodos que permiten determinar la secuencia de nucleótidos en cualquier tipo de ácido nucleico. La primera secuencia completa de un ARN vírico fue determinada en el fago MS2 por el grupo de Walter Fiers en 1976. En 1977, Fred Sanger y colaboradores publicaron la secuencia completa del genoma del fago ØXl74, constituido por ADN de cadena sencilla. Posteriormente muchos otros genomas víricos de mayor tamaño y complejidad han sido secuenciados en parte o en su totalidad.

### Estructura

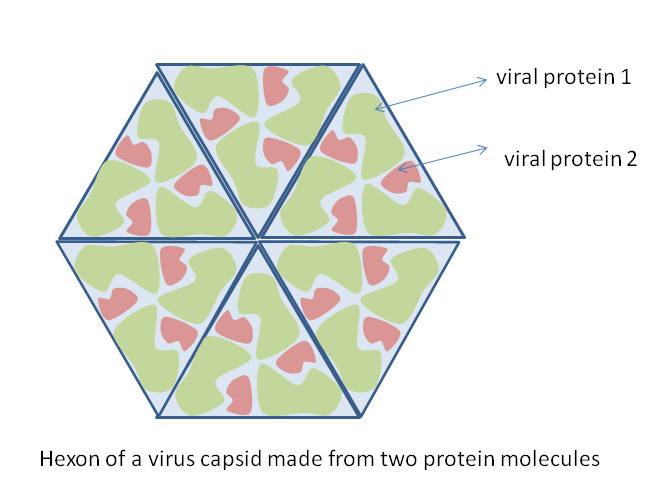
Diagrama de cómo se puede construir una cápside vírica a partir de múltiples copias de solo dos moléculas proteicas.

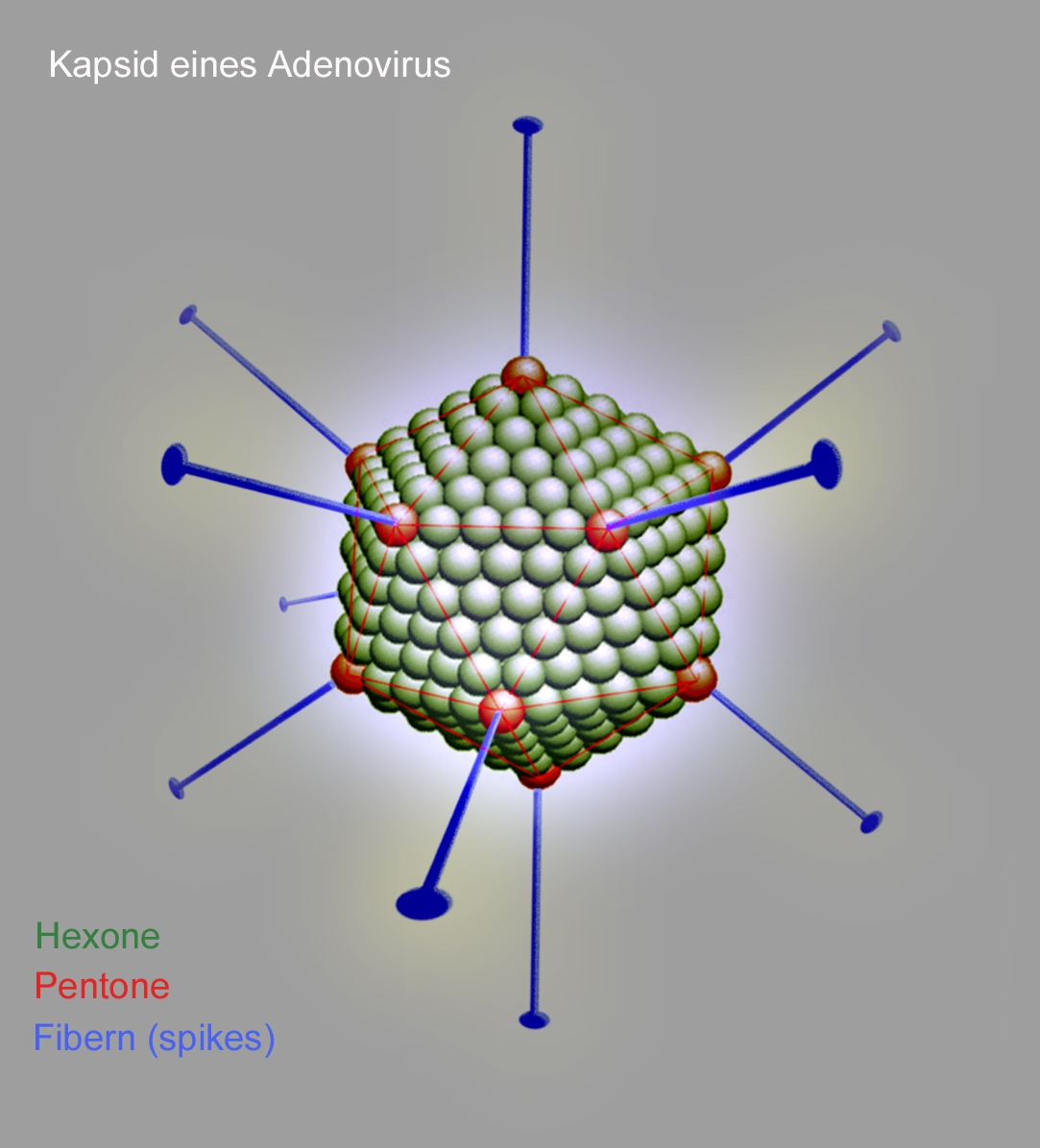
Cápside icosaédrica del adenovirus 01.

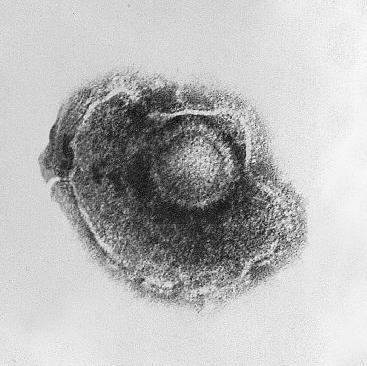
El virus del Herpes tiene una envoltura lipídica.

Los virus presentan una amplia diversidad de morfologías, es decir, de formas y tamaños. Son unas 100 veces más pequeños que las bacterias. La mayoría de los virus estudiados tienen un diámetro de entre 10 y 300 nanómetros. Algunos Filovirus tienen un tamaño total de hasta 1400 nm, sin embargo, solo miden unos 80 nm de diámetro. La mayoría de virus no pueden ser observados con un microscopio óptico, de manera que se utilizan microscopios electrónicos de barrido y de transmisión para visualizar partículas víricas. Para aumentar el contraste entre los virus y el trasfondo se utilizan tinciones densas en electrones. Son soluciones de sales de metales pesados como el wolframio, que dispersan electrones en las regiones cubiertas por la tinción. Cuando las partículas víricas están cubiertas por la tinción (tinción positiva), oscurecen los detalles finos. La tinción negativa evita este problema, tiñendo únicamente el trasfondo.
|  |  |  |
|  |  |  |
|  |  |  |
|  |  |  |
|  |  |  |
|  |  |  |
|  |  |  |
|  |  |  |

Una partícula vírica completa, conocida como virión, consiste en un ácido nucleico rodeado por una capa de protección proteica llamada cápside. Las cápsides están compuestas de subunidades proteicas idénticas llamadas capsómeros. Algunos virus tienen un «envoltorio lipídico» derivado de la membrana celular del hospedador (virus con envoltorio), mientras que otros carecen de ella (virus desnudos). La cápside está formada por proteínas codificadas por el genoma vírico, y su forma es la base de la distinción morfológica. Las subunidades proteicas codificadas por los virus se autoensamblan para formar una cápside, generalmente necesitando la presencia del genoma vírico. Sin embargo, los virus complejos codifican proteínas que contribuyen a la construcción de su cápside. Las proteínas asociadas con los ácidos nucleicos son conocidas como nucleoproteínas, y la asociación de proteínas de la cápside vírica con ácidos nucleicos víricos recibe el nombre de nucleocápside. En general, hay cuatro tipos principales de morfología vírica:

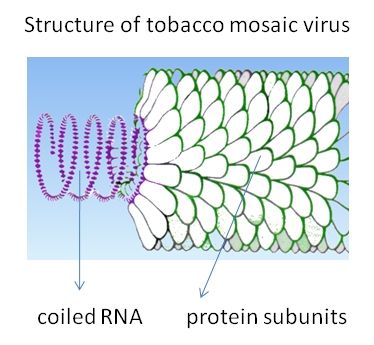
Diagrama de la estructura del virus del mosaico del tabaco: el ARN vírico está enrollado en la hélice formada por subunidades proteicas repetidas.

HelicoidalLas cápsides helicoidales se componen de un único tipo de capsómero apilado alrededor de un eje central para formar una estructura helicoidal que puede tener una cavidad central o un tubo hueco. Esta formación produce viriones en forma de barra o de hilo, que pueden ser cortos y muy rígidos o largos y muy flexibles. El material genético, normalmente ARN monocatenario, pero a veces ADN monocatenario, queda unido a la hélice proteica por interacciones entre el ácido nucleico con carga negativa y la carga positiva de las proteínas. En general, la longitud de una cápside helicoidal está en relación con la longitud del ácido nucleico que contiene, y el diámetro depende del tamaño y la distribución de los capsómeros. El conocido virus del mosaico del tabaco es un ejemplo de virus helicoidal.
IcosaédricaLa mayoría de virus que infectan los animales son icosaédricos o casi-esféricos con simetría icosaédrica. Un icosaedro regular es la mejor manera de formar una carcasa cerrada a partir de subunidades idénticas. El número mínimo requerido de capsómeros idénticos es doce, cada uno compuesto de cinco subunidades idénticas. Muchos virus, como los rotavirus, tienen más de doce capsómeros y parecen esféricos, manteniendo esta simetría. Los ápices de los capsómeros están rodeados por otros cinco capsómeros y reciben el nombre de pentones. Las caras triangulares de estos también se componen de otros seis capsómeros y reciben el nombre de hexones.
Con envolturaAlgunas especies de virus tienen una envoltura, que es una forma modificada de una de las membranas celulares, ya sea la membrana externa que rodea una célula hospedador infectada o bien membranas internas como la membrana nuclear o el retículo endoplasmático, consiguiendo así una bicapa lipídica exterior conocida como envoltura víricae. Esta membrana se rellena de proteínas codificadas por el genoma vírico y el del hospedador, y la membrana lipídica en sí y todos los carbohidratos presentes son codificados completamente por el hospedador. El virus de la gripe y el VIH utilizan esta estrategia. La mayoría de los virus que afectan a los animales poseen envoltorio y dependen de él para infectar.
ComplejosLos virus tienen una  cápside que no es ni puramente helicoidal, ni puramente icosaédrica, y que puede poseer estructuras adicionales como colas proteicas o una pared exterior compleja. Algunos bacteriófagos (como el Fago T4) tienen una estructura compleja que consiste en un cuerpo icosaédrico unido a una cola helicoidal (esta cola actúa como una jeringa molecular, atacando e inyectando el genoma del virus a la célula hospedador), que puede tener una base hexagonal con fibras caudales proteicas que sobresalgan.
Los poxvirus son virus grandes y complejos con una morfología inusual. El genoma vírico está asociado con proteínas dentro de una estructura discal central conocida como nucleoide. El nucleoide está rodeado por una membrana y dos cuerpos laterales de función desconocida. El virus tiene una envoltura exterior con una espesa capa de proteína en la superficie. La partícula en general es ligeramente pleomorfa, con una forma que puede ir de la de un huevo a la de un ladrillo. El mimivirus es uno de los tipos de virus más grandes conocidos, con un diámetro en su cápside de 400 nm. De su superficie se proyectan filamentos proteicos de 100 nm. La cápside, vista al microscopio electrónico, tiene una forma hexagonal, de manera que probablemente es icosaédrica.
Algunos virus que infectan a las arqueas tienen estructuras inusuales, que no están relacionadas con ningún otro virus conocido. De igual manera, algunos bacteriófagos pueden tener diferentes estructuras en cuanto a su cola, con formas algo raras con respecto a otros virus.
Los virus con cápsides icosaedricas son estructuralmente similares a los microcompartimientos bacterianos y los nanocompartimientos de encapsulina, un conjunto de orgánulos proteicos encontrados en las bacterias y arqueas, que desempeñan funciones metabólicas y nutricionales.

### Genoma
| Propiedad      | Parámetros                                                                 |
| -------------- | -------------------------------------------------------------------------- |
| Ácido nucleico | - ADN - ARN - Ambos ADN y ARN (Tanto ADN como ARN)                         |
| Forma          | - Lineal - Circular - Segmentada                                           |
| Cadenas        | - Monocatenarias - Bicatenarias - Bicatenarias con regiones monocatenarias |
| Sentido        | - Sentido positivo (+) - Sentido negativo (−) - Ambos sentidos (+/−)       |

Se puede ver una enorme variedad de estructuras genómicas entre las especies de virus que, como grupo, contienen una diversidad genómica superior a la de los reinos de las plantas, los animales o las bacterias. Hay millones de diferentes tipos de virus; y únicamente alrededor de 5000 de ellos han sido descritos detalladamente. Los virus tienen un genoma compuesto de ADN o bien de ARN, y reciben respectivamente los nombres de «virus ADN» y «virus ARN». La gran mayoría de virus utilizan el ARN. Los virus de las plantas tienden a tener ARN monocatenario y los bacteriófagos tienden a tener ADN bicatenario.
Los genomas víricos pueden ser circulares, como los polyomaviridae o lineales, como los adenoviridae. El tipo de ácido nucleico es irrelevante para la forma del genoma. En los virus ARN, el genoma a menudo está dividido en partes separadas dentro del virión, y se le califica de «segmentado». Cada segmento suele codificar una proteína y los segmentos suelen estar reunidos en una cápside. No es necesario que cada segmento se encuentre en el mismo virión porque el virus en general es infeccioso, como lo demuestra el Brome mosaic virus.
Poco importa el tipo de ácido nucleico, un genoma vírico puede ser o bien monocatenario o bicatenario. Los genomas monocatenarios consisten en un ácido nucleico no emparejado, similar a una de las mitades de una escalera de mano cortada a lo largo por la mitad. Los virus bicatenarios consisten en dos ácidos nucleicos emparejados y complementarios, similares a una escalera de mano entera. Algunos virus, como los Hepadnaviridae, contienen un genoma que es parcialmente bicatenario y parcialmente monocatenario.

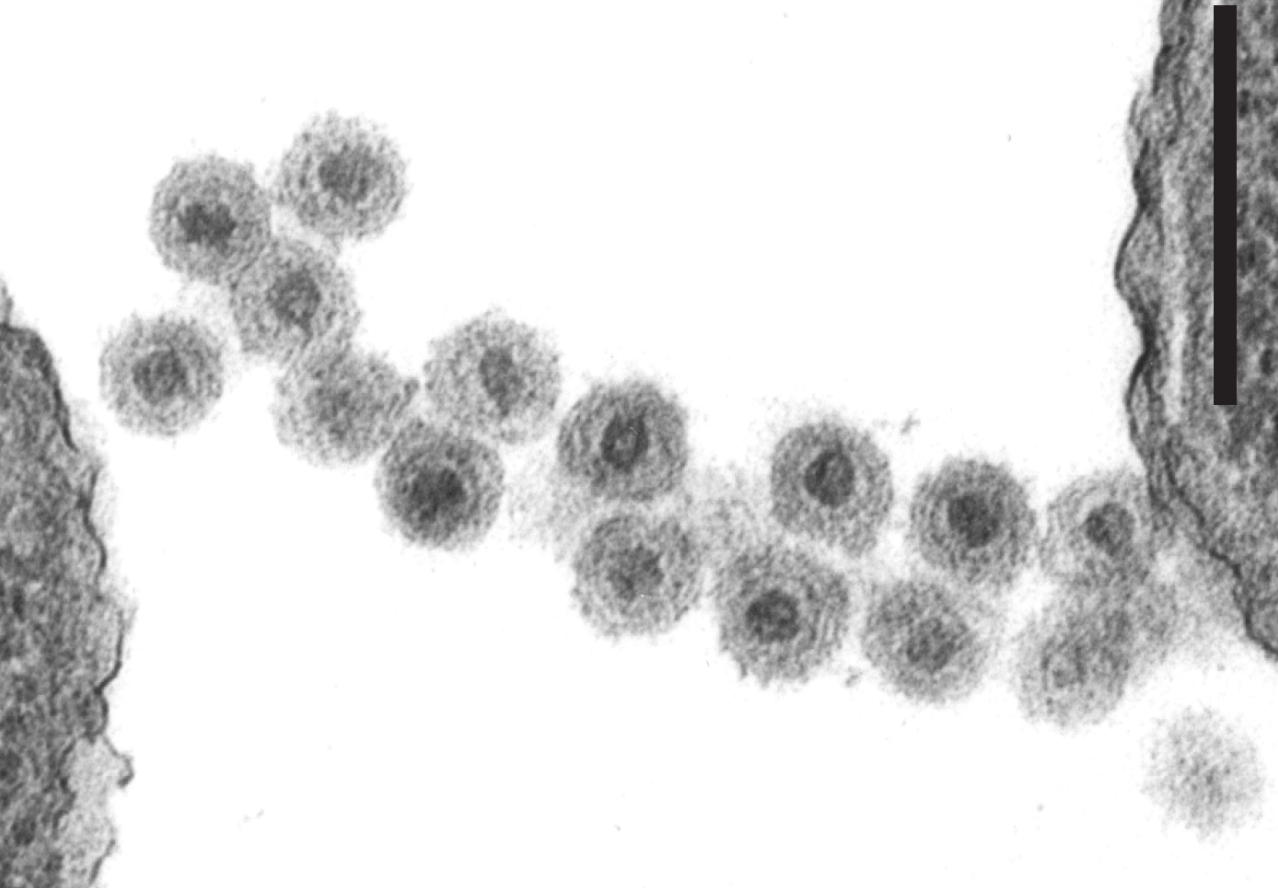
Bacteriófagos de la familia Cystoviridae infectando dos bacterias.

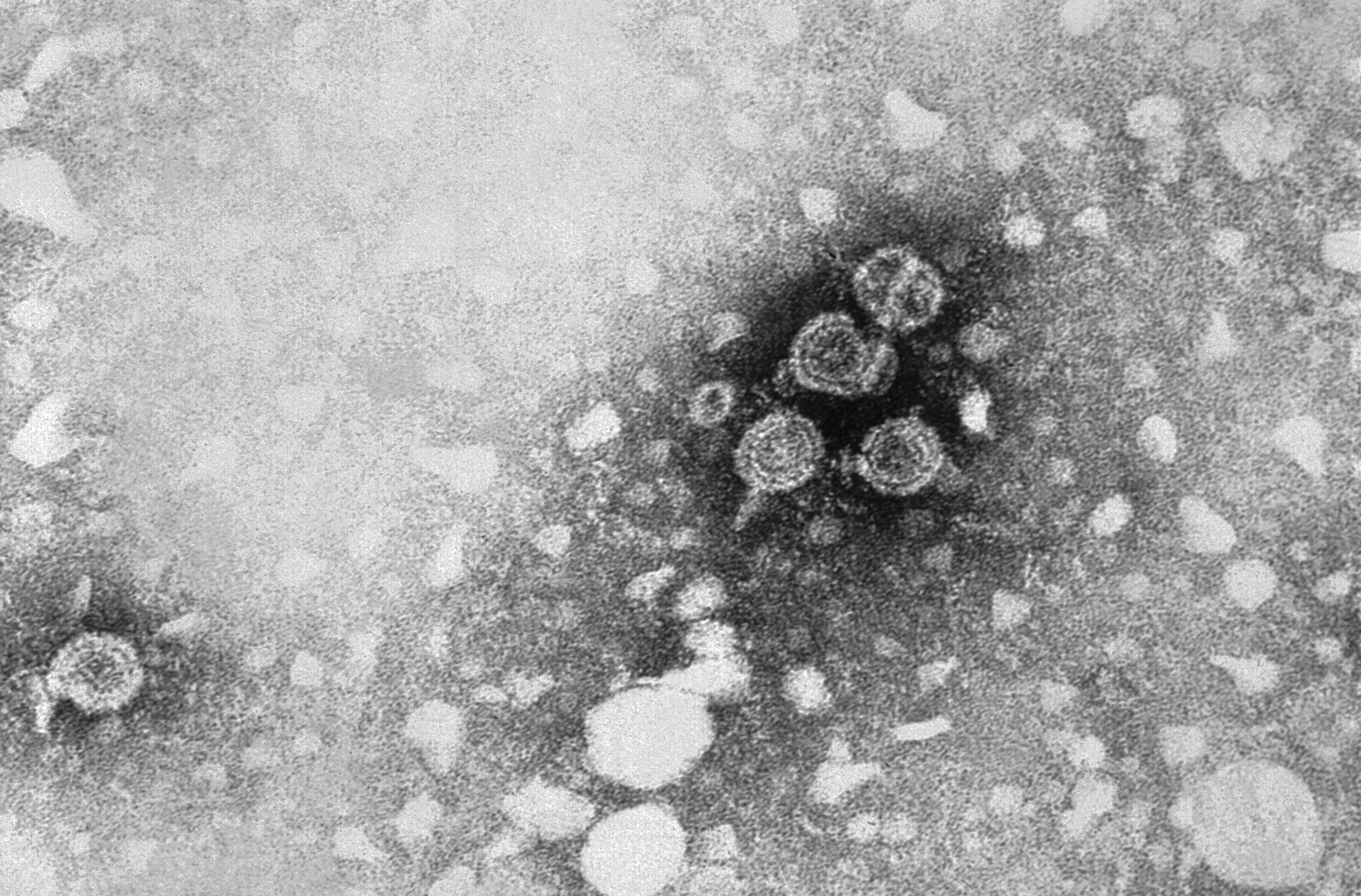
Micrografía mostrando viriones de hepatitis B.

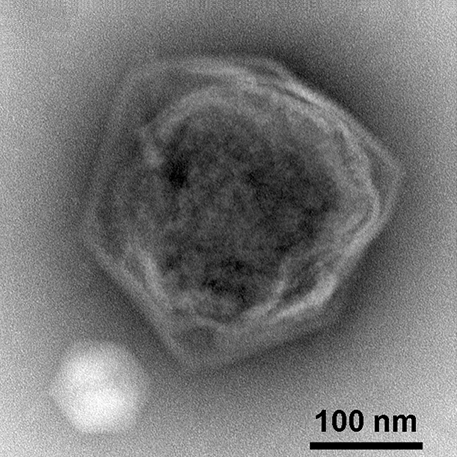
Virófago infectando al Mamavirus.

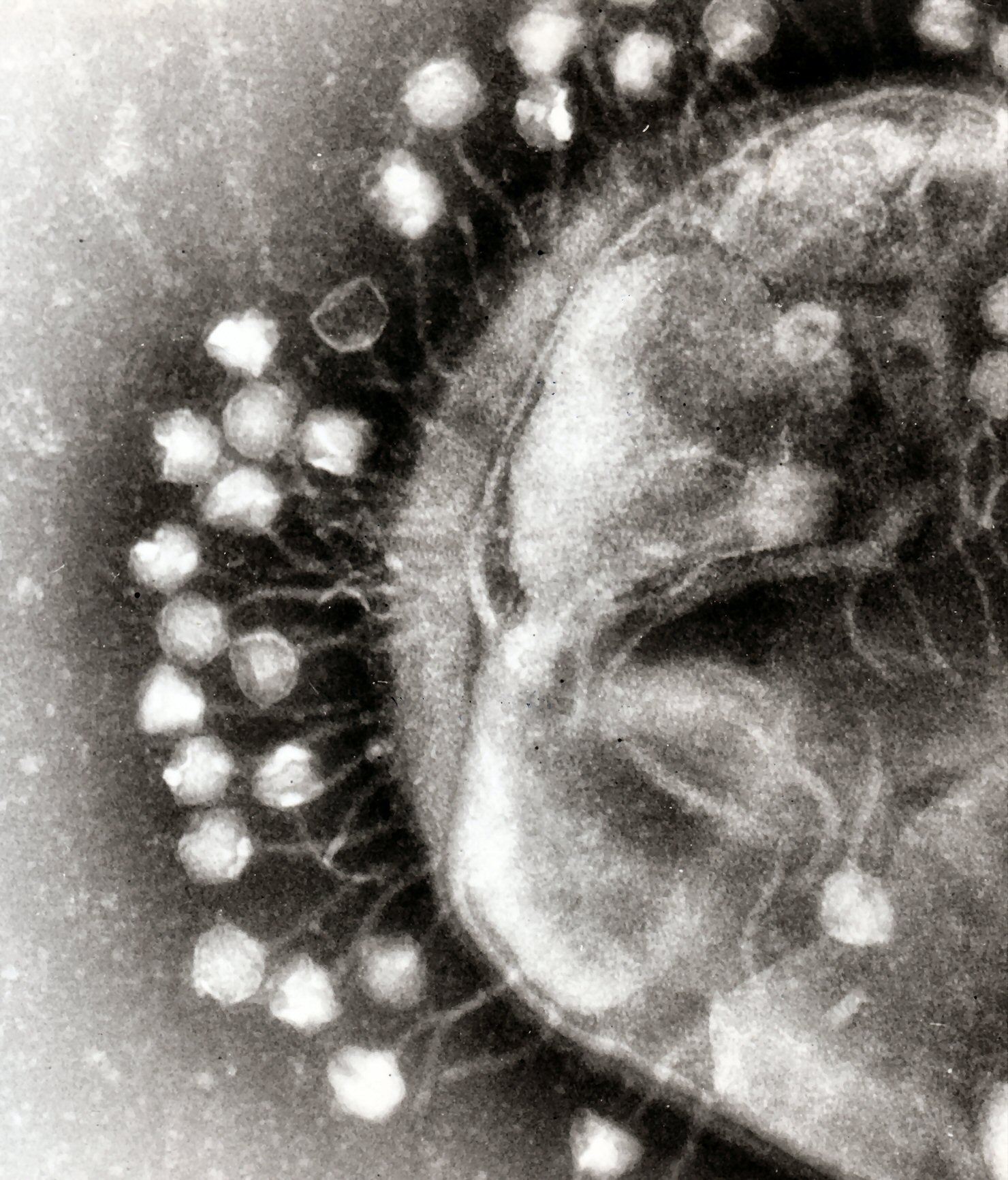
Bacteriófagos de la clase Caudoviricetes infectando una bacteria.

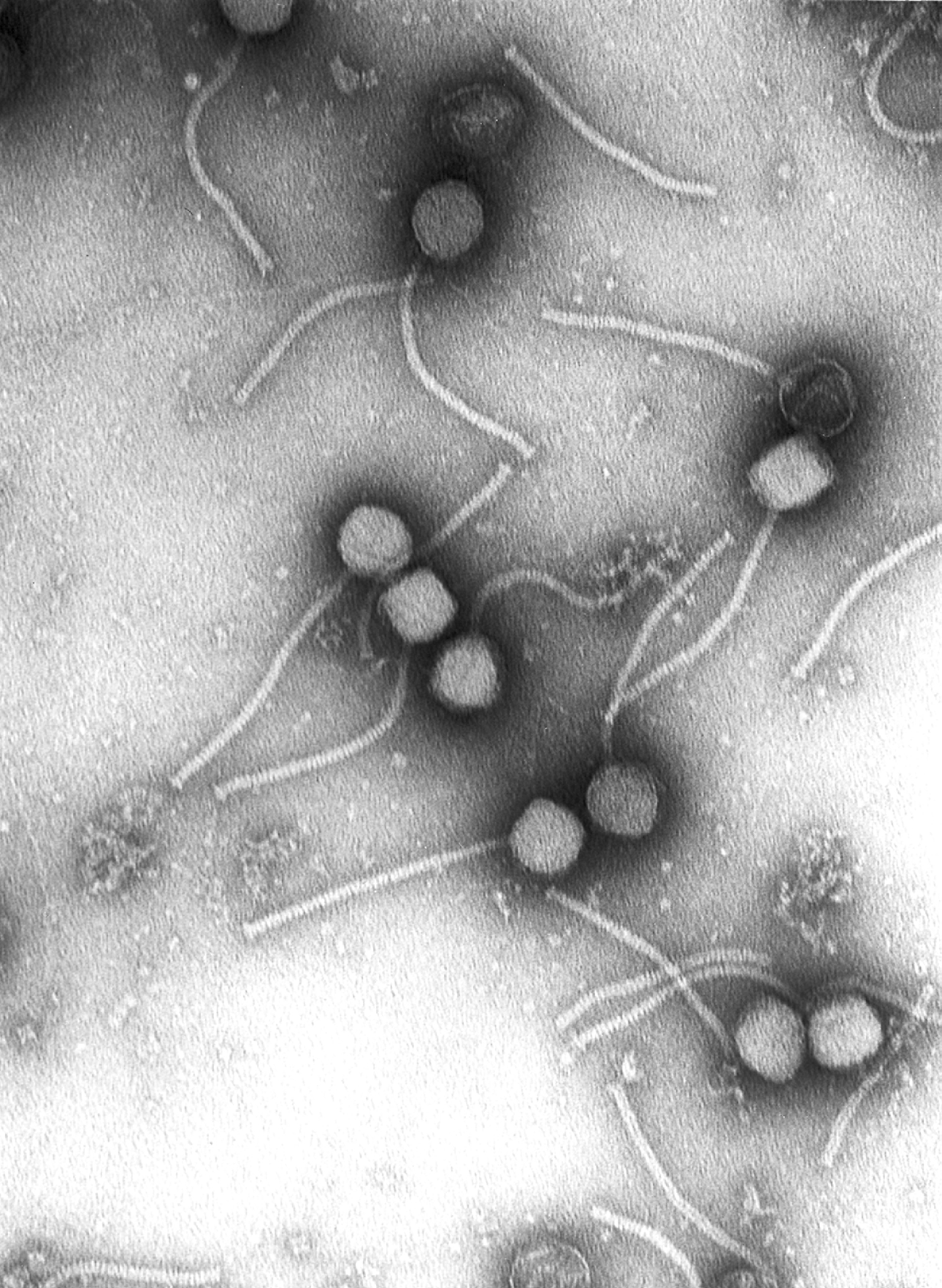
Bacteriófago perteneciente a la clase Caudoviricetes.

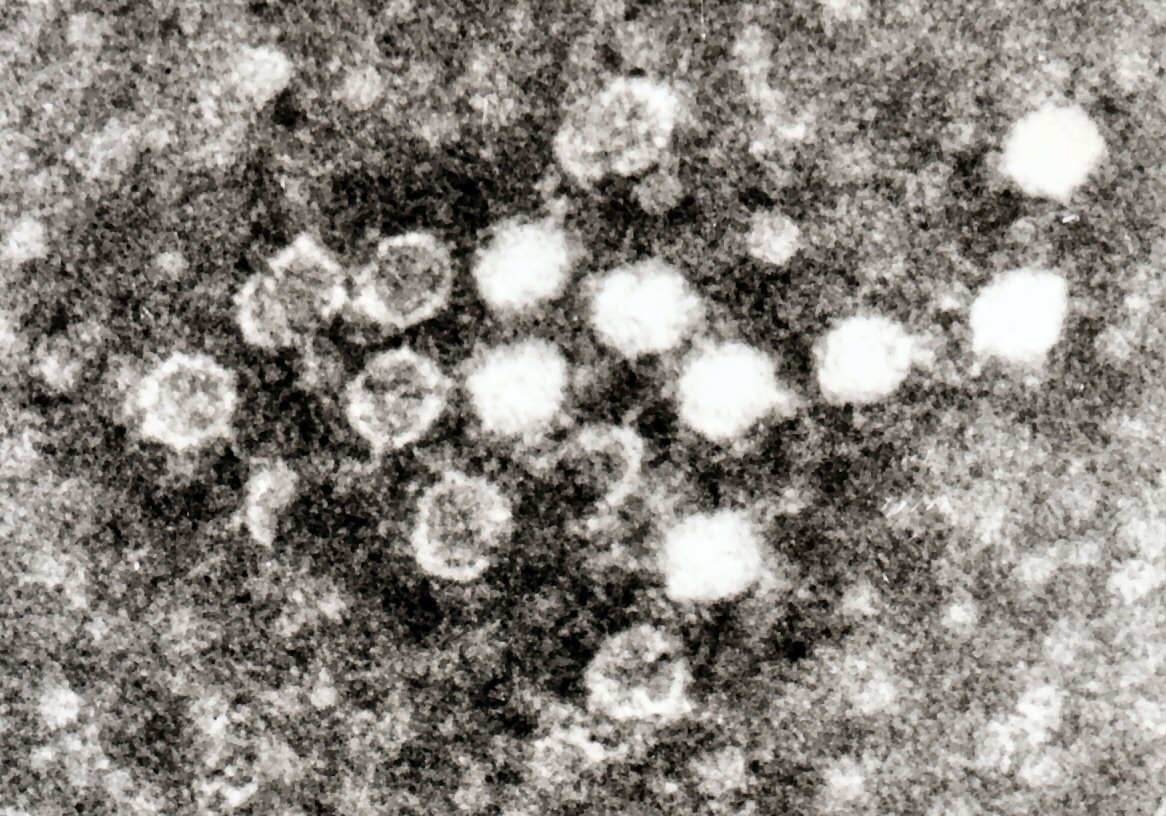
Parvovirus, cada virión mide 20-30 nm. Este virus es perteneciente al virus ADN monocatenario.

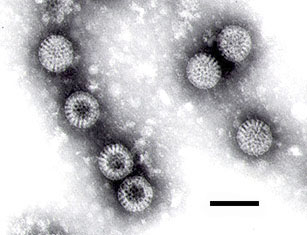
Micrografía electrónica de un rotavirus. La barra mide 100 nm.

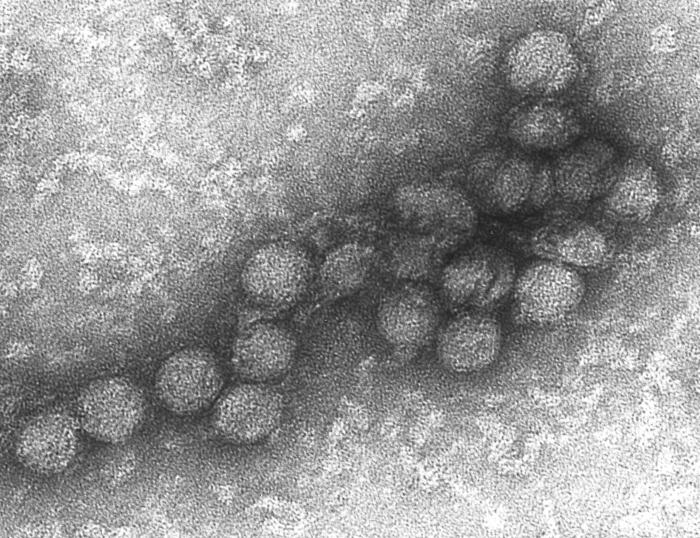
Virus del Nilo Occidental perteneciente al orden Flaviviridae.

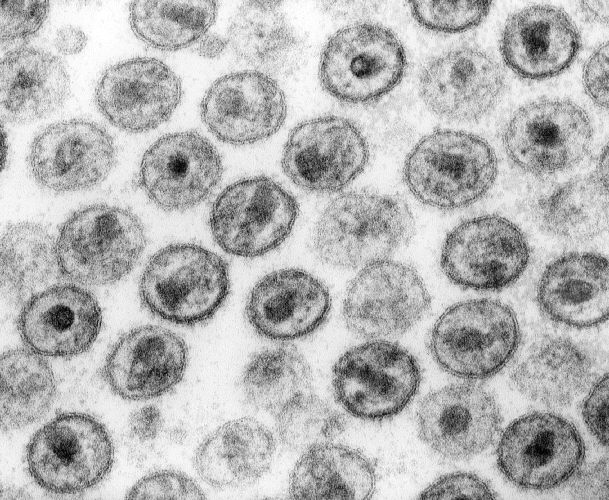
Micrografía del virus de la inmunodeficiencia humana.

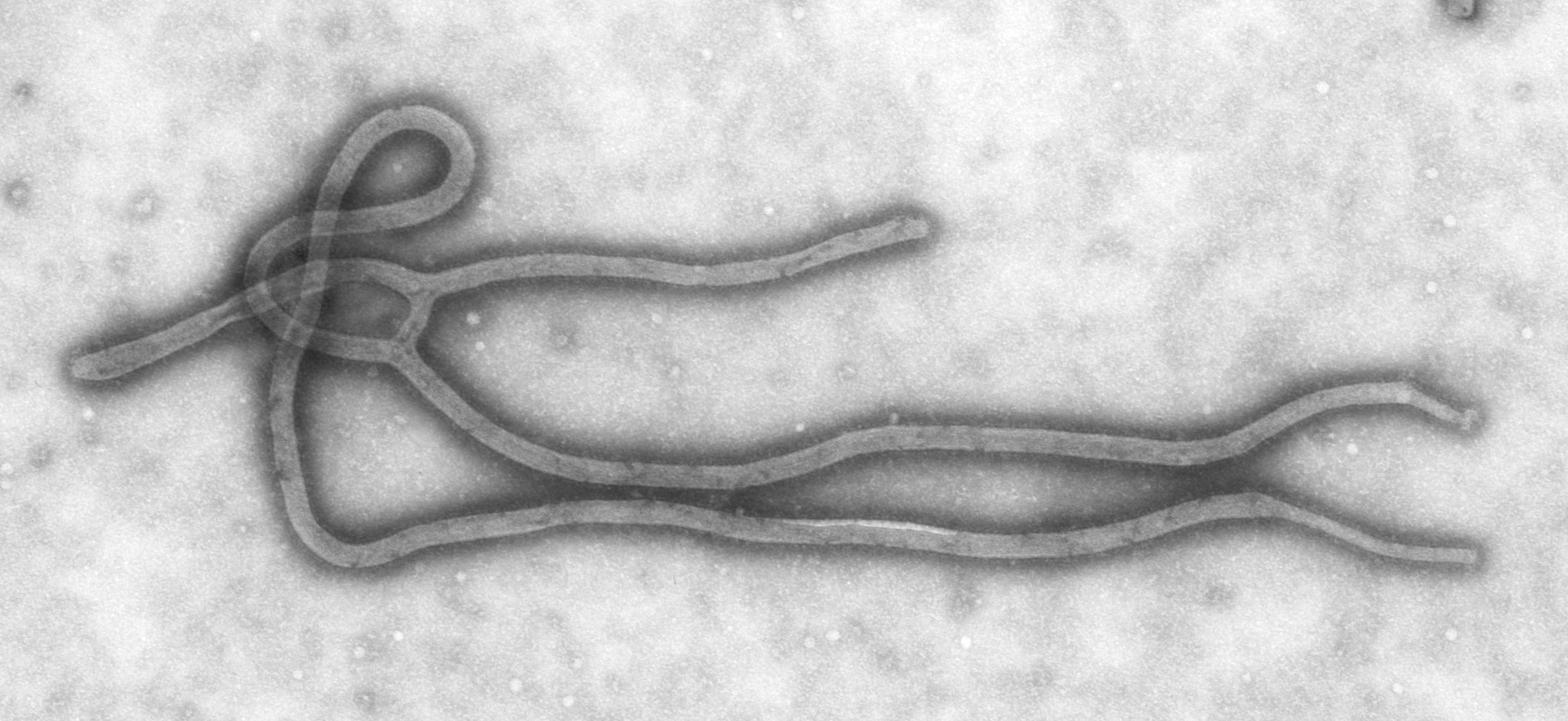
Micrografía hecha del virus de Ébola.

En los virus ARN o los virus ADN monocatenarios, las cadenas pueden ser o bien positivas (cadenas plus) o negativas (cadenas minus), dependiendo de si son complementarias en el ARN mensajero (ARNm) vírico. El ARN vírico positivo es idéntico al ARNm vírico y por tanto puede ser traducido inmediatamente por la célula hospedador. El ARN vírico negativo es complementario del ARNm y por tanto debe ser convertido en ARN positivo por una ARN polimerasa antes de ser traducido. La nomenclatura del ADN es similar a la del ARN, en cuanto a la «cadena codificadora» del ARNm vírico que le es complementaria (–), y la «cadena no codificadora» que es una copia (+).
El tamaño del genoma varía mucho entre especies. Los genomas víricos más pequeños solo codifican cuatro proteínas y pesan unos 106 daltons; los más grandes pesan unos 108 daltons y codifican más de un centenar de proteínas. Los virus ARN suelen tener genomas más pequeños que los virus ADN debido a una tasa de error más alta a la hora de replicarse, y tienen un límite superior de tamaño. Por encima de este límite, los errores en la replicación del genoma hacen que el virus sea inofensivo o incluso, incompetente. Para compensar esto, los virus ARN a menudo inician un proceso de segmentación en el que el genoma es separado en moléculas más pequeñas, reduciendo así las posibilidades de error. En cambio, los virus ADN tienen genomas mayores gracias a la elevada fidelidad de sus enzimas de replicación.
Los virus sufren cambios genéticos por diversos mecanismos. Entre estos se incluye un proceso llamado deriva genética en el que las bases individuales del ADN o el ARN mutan en otras bases. La mayoría de estas mutaciones puntuales son imperceptibles, pues la proteína que codifica el gen no cambia, pero aun así, pueden conferir ventajas evolutivas como resistencia a los medicamentos antivíricos. El cambio antigénico se produce cuando hay un cambio significativo en el genoma del virus. Esto ocurre como resultado de una recombinación genética. Cuando esto se produce en los virus de la gripe pueden ocurrir pandemias. Los virus ARN suelen existir como quasiespecies o en enjambres de virus de la misma especie, pero con secuencias de nucleósidos del genoma ligeramente diferentes. Estos grupos son un objetivo destacado por la selección natural.
Los genomas segmentados ofrecen ventajas evolutivas; diferentes cepas de un virus con el genoma segmentado pueden intercambiar y combinar genes, produciendo virus progenénicos (o descendientes) con características únicas. Esto recibe el nombre de «sexo vírico».
La recombinación genética es el proceso por el cual una cadena de ADN se rompe y luego se une al extremo de una molécula de ADN diferente. Esto se puede producir cuando diferentes virus infectan las mismas células al mismo tiempo, y estudios de la evolución de los virus han demostrado que la recombinación tiene un papel muy importante en las especies estudiadas. La recombinación es común en los virus ARN y ADN.

### Ciclo replicativo de los virus

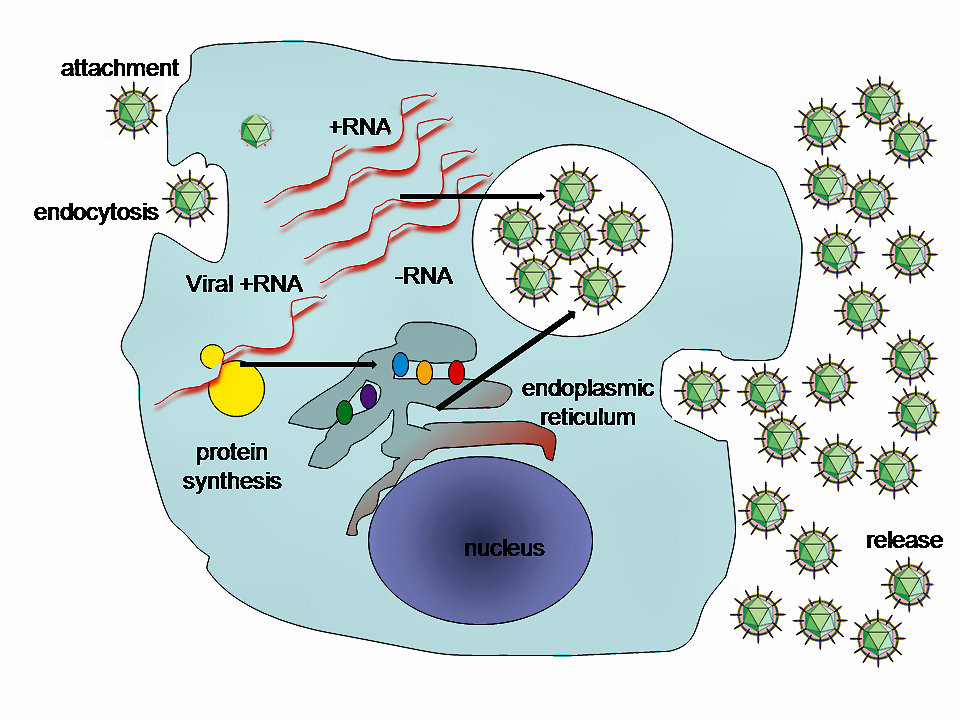
Ciclo replicativo de los virus.

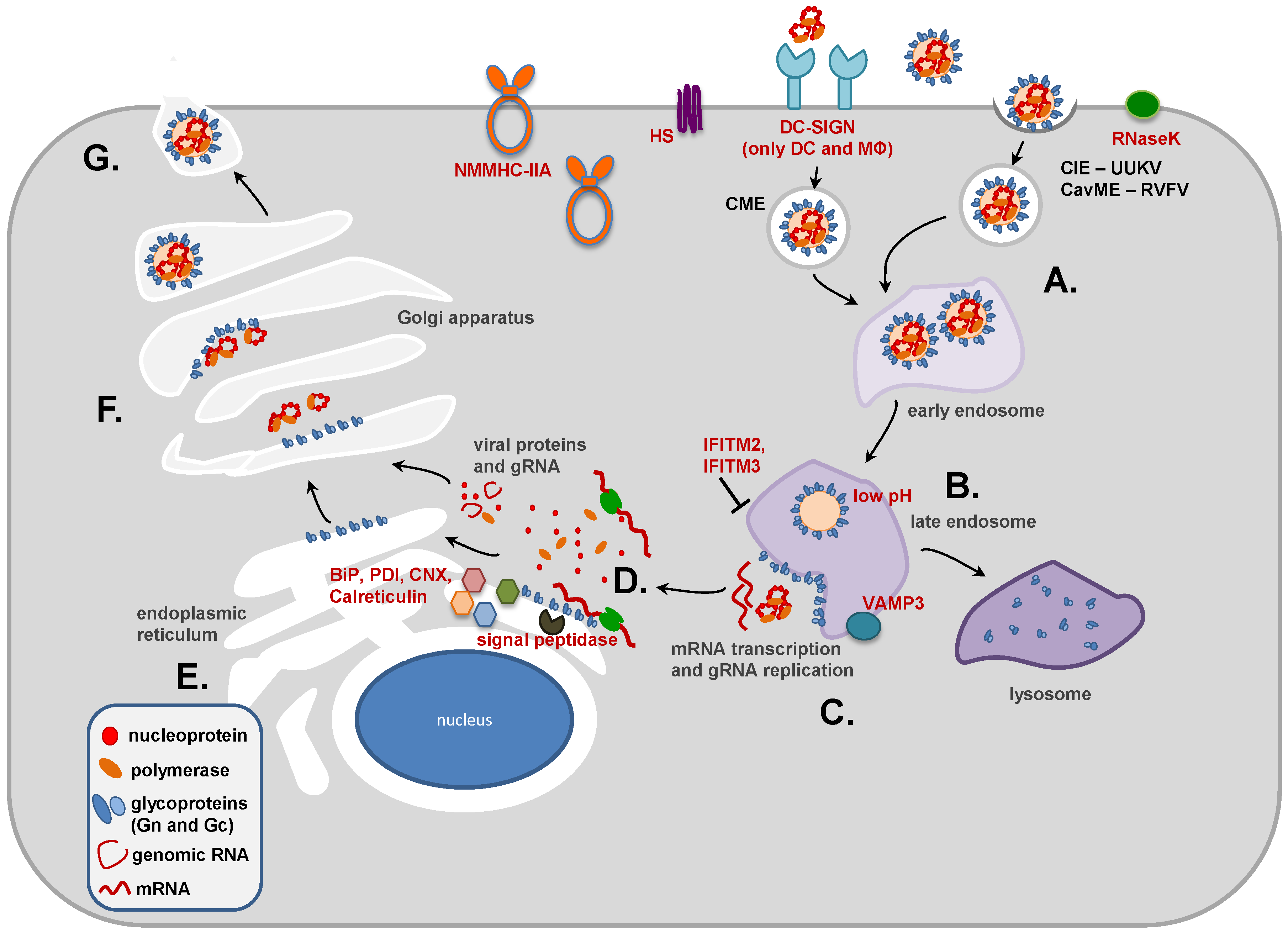
Representación esquemática del proceso de replicación de un flevovirus.

- La adhesión o adsorción es una unión específica entre proteínas de la cápside vírica y receptores específicos de la superficie celular del hospedador, pero algunos bacteriófagos también son capaces de adherirse a los flagelos, vellosidades (pili) o cápsulas presentes en la superficie de la bacteria hospedante. Para que esto suceda la bacteria debe contener el factor sexual "F" o ciertas colicinas (factores de resistencia contra agentes antimicrobianos). Los bacteriófagos filamentosos con ADN de cadena sencilla se adhieren a las puntas de estos pili mientras que los bacteriófagos esféricos de ARN se adhieren a los costados de estos. La especificidad de unión —proteína y cápside— se determina por la variedad de hospedadores de los virus. Por ejemplo, el VIH solo infecta linfocitos T humanos, pues su proteína de superficie, gp120, puede interactuar con la CD4 y con receptores de la superficie del linfocito T. Este mecanismo ha evolucionado para favorecer los virus que solo pueden infectar células en que se pueden replicar. La adhesión al receptor que puede inducir cambios en la proteína de la envoltura vírica que resultan en la fusión de las membranas vírica y celular.
- La penetración sigue a la adhesión;[n. 3] los virus se introducen en la célula hospedador mediante endocitosis mediada por receptores (también llamado viropexis) o por fusión de membrana. Esto recibe a menudo el nombre de penetración vírica. La infección de las células vegetales es diferente a la de las células animales. Las plantas tienen una pared celular rígida hecha de celulosa y los virus solo pueden entrar en las células cuando se produce un trauma en la pared celular.[111] Los virus como el virus del mosaico del tabaco también pueden moverse directamente a las plantas, entre células, a través de poros llamados plasmodesmos.[112] Las bacterias, como las de las plantas, tienen una fuerte pared celular que los virus tienen que romper para infectar la célula. Algunos virus han evolucionado mecanismos para inyectar su genoma a la célula bacteriana mientras la cápside vírica permanece en el exterior.[113]
- El despojo es el proceso en que la cápside vírica es degradada por enzimas víricaas o del hospedador, liberando así el ácido nucleico y las proteínas del genoma vírico los cuales comenzaran a replicarse.
- La replicación implica la síntesis de ARN mensajero (ARNm) vírico en todos los virus con rasgos de ARN positivos, la síntesis de proteínas víricas, el ensamblaje de proteínas víricas y la replicación del genoma vírico. El proceso de replicación es esencial para mantener la estabilidad de la información genética contenida en el ADN. Esta replicación utiliza enzimas idénticas a las involucradas en la replicación del ADN celular y una característica común es la presencia de estructuras circulares temporales por lo menos en algunas de dicho proceso.
- Tras el ensamblaje de partículas víricas, a menudo se produce una modificación postraduccional de las proteínas víricas. En virus como el VIH, esta modificación (a veces llamada «maduración»), se produce después de que el virus haya sido liberado de la célula hospedador.[114] El ensamblaje puede producir nuevas partículas víricas. Los virus pueden autoensamblarse en un proceso similar a la cristalización, ya que las partículas víricas, al igual que los cristales, constituyen estructuras que se encuentran en un estado mínimo de energía libre. Sin embargo, el genoma vírico también puede especificar ciertos factores «morfogenéticos» que no contribuyen directamente a formar la estructura del virión, pero son necesarios para el proceso de ensamblaje. El fenómeno de autoensamblaje ocurre en la formación de diversas estructuras biológicas.
- Los virus son liberados de la célula hospedador por lisis, un proceso que mata a la célula reventando su membrana. Los virus envueltos (como el VIH) son liberados de la célula hospedador por gemación. Durante este proceso, el virus adquiere su envoltura, que es una parte modificada de la membrana plasmática del hospedador.

### Efectos en la célula hospedador
La variedad de efectos estructurales y bioquímicos de los virus sobre las células hospedador es grande. Reciben el nombre de «efectos citopáticos». La mayoría de infecciones víricas acaban provocando la muerte de la célula hospedador, entre cuyas causas están la lisis de la célula, las alteraciones de la membrana superficial de la célula y la apoptosis. A menudo, la muerte de la célula es causada por el paro de sus actividades normales debido a la supresión por proteínas específicas del virus, que no son todas componentes de la partícula vírica.
Algunos virus no causan cambios aparentes en la célula infectada. Las células en que los virus está latente e inactivo presentan pocos signos de infección y a menudo funcionan normalmente. Esto causa infecciones persistentes y el virus a menudo permanece durmiente durante muchos meses o años. Este suele ser el caso del herpes simple. Algunos virus, como el virus de Epstein-Barr, a menudo hacen proliferar las células sin causar malignidad, pero otros, como los papilomavirus, son una causa demostrada de cáncer.

## Clasificación
De acuerdo con la teoría celular los virus no son organismos vivos, por lo cual la mayoría de biólogos excluye a los virus de los sistemas de clasificación biológica; y por ende no se considera que conformen uno o varios dominios en la taxonomía que describe a los seres vivos. 
Las clasificaciones usadas actualmente intentan describir la diversidad de virus dándoles nombre y agrupándolos según sus semejanzas. En 1962, André Lwoff, Robert Horne y Paul Tournier fueron los primeros en desarrollar una forma de clasificación de los virus, basada en el sistema jerárquico linneano. Este sistema se basa en la clasificación en dominios, reinos, filos, clases, órdenes, familias, géneros y especies. Los virus fueron agrupados según sus propiedades compartidas (no las de sus hospedadores) y el tipo de ácido nucleico del que se compone su genoma. Posteriormente se formó el Comité Internacional de Taxonomía de Virus.

### Clasificación del ICTV
El Comité Internacional de Taxonomía de Virus (ICTV) desarrolló el sistema de clasificación actual y escribió pautas que dan más importancia a ciertas propiedades de los virus para mantener la uniformidad familiar. Un sistema universal para clasificar los virus y una taxonomía unificada han sido establecidos desde 1966. El 7.º Informe del ICTV formalizó por primera vez el concepto de especie vírica como el taxón más bajo de una jerarquía ramificada de taxones de virus. Sin embargo, actualmente solo se ha estudiado una pequeña parte de toda la diversidad de los virus; y análisis de muestras obtenidas de humanos revelan que aproximadamente un 20 % de secuencias víricas recuperadas no han sido observadas anteriormente. Muestras del ambiente, como los sedimentos marinos y oceánicos, revelan que la gran mayoría de secuencias son completamente nuevas.
La estructura general de la taxonomía es la siguiente:
Dominio (-viria)
Reino (-virae)
Filo (-viricota)
Subfilo (-viricotina)
Clase (-viricetes)
Orden (-virales)
Suborden (-virineae)
Familia (-viridae)
Subfamilia (-virinae)
Género (-virus)
Especie (-virus)
Nótese que, a diferencia de otros comités de taxonomía, el ICTV recomienda escribir todos los taxones en cursiva. La taxonomía actual del ICTV (2020) reconoce 5 dominios o superreinos (Riboviria, Duplodnaviria, Varidnaviria, Monodnaviria y Adnaviria) y 10 reinos entre ellos se destacan el reino Orthornavirae que incluye la mayoría de virus de ARN y el reino Pararnavirae que contiene los virus retrotranscritos, estos últimos incluidos en el dominio Riboviria. Los demás reinos y dominios (salvo Ribozyviria) contienen únicamente virus de ADN. Además sobran alrededor de 17 familias que todavía no han sido asignadas.
El comité no distingue formalmente entre subespecies, cepas y aislamientos. En 2025 se cuenta con un total de 7 dominios, 11 reinos, 22 filos, 4 subfilos, 49 clases, 93 órdenes, 12 subórdenes, 368 familias, 213 subfamilias, 3769 géneros, 86 subgéneros y 16215 especies.

### Clasificación de Baltimore

Esquema de la clasificación Baltimore de los virus. Los distintos grupos se caracterizan por la forma en la se obtiene el ARNm en función del genoma del virus.

David Baltimore, biólogo ganador del Premio Nobel, diseñó el sistema de clasificación que lleva su nombre. El sistema de clasificación del ICTV se utiliza en combinación con el sistema de clasificación de Baltimore en la clasificación moderna de los virus.
La clasificación de Baltimore de los virus se basa en el mecanismo de producción de ARNm. Los virus deben generar ARNm de su genoma para producir proteínas y replicarse, pero cada familia de virus utiliza mecanismos diferentes. El genoma de los virus puede ser monocatenario (ss) o bicatenario (ds), de ARN o ADN, y pueden utilizar o no la transcriptasa inversa. Además, los virus ARN monocatenarios pueden ser o positivos (+) o negativos (–). Esta clasificación reparte los virus en siete grupos:
- I: Virus ADN bicatenario (p. ej., adenovirus, herpesvirus, poxvirus)

- II: Virus ADN monocatenario (p. ej., parvovirus)

- III: Virus ARN bicatenario (p. ej., reovirus)

- IV: Virus ARN monocatenario positivo (p. ej., picornavirus, togavirus)

- V: Virus ARN monocatenario negativo (p. ej., Ortomixovirus, rabdovirus)

- VI: Virus ARN monocatenario retrotranscrito (p. ej., retrovirus)

- VII: Virus ADN bicatenario retrotranscrito (p. ej., Hepadnaviridae)

Como ejemplo de la clasificación vírica, el virus de la varicela, varicela zoster (VZV), pertenece al orden de los Herpesvirales, la familia de los Herpesviridae, la subfamilia de los Alphaherpesvirinae y el género Varicellovirus. El VZV se encuentra en el grupo I de la clasificación de Baltimore porque es un virus ADN bicatenario que no utiliza la transcriptasa inversa.
El material genético y el método por el cual los virus se replican varían entre los diferentes tipos:

### Virus ADN
La replicación del genoma de la mayoría de virus ADN se produce en el núcleo de la célula. Si la célula tiene el receptor adecuado a la superficie, estos virus entran por fusión con la membrana celular o por endocitosis. La mayoría de virus ADN son completamente dependientes de la maquinaria de síntesis de ADN y ARN de la célula hospedadora y su maquinaria de procesamiento de ARN. El genoma vírico debe atravesar la envoltura nuclear de la célula para acceder a esta maquinaria.

#### Virus ADN bicatenario
Los virus de ADN bicatenario tiene su material genético compuesto por ADN de doble cadena y se replica usando una ADN polimerasa, que es dependiente del ADN y no del ARN. Este tipo de virus, por lo general, debe entrar en el núcleo de la célula hospedadora antes de que sea capaz de replicarse. Además, estos virus requieren de las polimerasas de la célula hospedadora para replicar el genoma vírico y, por lo tanto, son altamente dependientes del ciclo celular. Para que pueda realizarse la infección y la producción de progenie del virus se requiere que la célula esté en la fase de replicación, que es cuando las polimerasas de la célula están activas. El virus puede forzar a la célula a realizar la división celular y de forma crónica esto puede conducir a la transformación de la célula. 

#### Virus ADN monocatenario
Este tipo de virus posee en su material genético ADN de cadena sencilla y se replica usando una ADN polimerasa dependiente del ADN —al igual que el virus ADN bicatenario—. A diferencias de los virus ADN bicatenarios, estos poseen un ADN infectante monocatenario (de cadena simple), es decir, formado por una única cadena de nucleótidos, en lugar de la habitual doble hélice. Para que exista la replicación en este virus, es necesario que el ADN de cadena simple se convierta en ADN de cadena doble en las células infectadas. 

### Virus ARN
Los virus ARN son únicos porque su información genética está codificada en ARN; esto quiere decir que usan el ácido ribonucleico (ARN) como material genético, o bien que en su proceso de replicación necesita el ARN. La replicación se suele producir en el citoplasma. Los virus ARN se pueden clasificar en unos cuatro grupos según su modo de replicación. La polaridad del ARN (si puede ser utilizado directamente o no para producir proteínas) determina en gran medida el mecanismo de replicación, y si el material genético es monocatenario o bicatenario. Los virus ARN utilizan su propia ARN polimerasa dependiente de ARN para crear copias de su genoma.

#### Virus ARN bicatenario
Los virus de ARN bicatenario son virus que poseen ARN de cadena doble en su genoma y no se replican usando ADN intermediario. Como la mayoría de los virus ARN, se replican en el citoplasma y no dependen de las polimerasas de las células hospedador como lo hacen los virus ADN, pues incluyen estas enzimas en el virión. La traducción suele ser monocistrónica, lo que significa que cada uno de los segmentos codifica una sola proteína, a diferencia de otros virus que exhiben una traducción más compleja. Una característica particular de estos es su capacidad para llevar a cabo la transcripción de los segmentos de ARN bicatenarios bajo las condiciones apropiadas dentro de la cápside. 

#### Virus ARN monocatenario positivo
Los virus ARN monocatenarios positivos tienen ácido ribonucleico (ARN) de cadena sencilla de sentido positivo como material genético y no se replican usando ADN intermedio. Los virus ARN positivos son idénticos al ARNm y por lo tanto pueden ser inmediatamente traducidos por la célula hospedador. Aunque el ARN purificado de un virus positivo puede causar directamente una infección, es menos infeccioso que el virus completo. La replicación tiene lugar principalmente en el citoplasma y no es tan dependiente del ciclo celular como en los virus ADN. Los virus ARN de sentido positivo tienen genomas con la misma polaridad del ARNm y pueden ser empleados directamente para la síntesis de proteínas usando la maquinaria de traducción de la célula hospedador. Una de estas proteínas codificadas es la ARN replicasa, una ARN polimerasa que copia el ARN vírico sin necesidad de pasar por una cadena de ADN intermedia. 

#### Virus ARN monocatenario negativo
Los virus de ARN monocatenario negativo ácido ribonucleico (ARN) de cadena sencilla de sentido negativo como material genético y no se replica usando ADN intermedio. El ARN vírico negativo es complementario del ARNm y por lo tanto debe convertirse en ARN positivo por una ARN polimerasa antes de la traducción. El ARN purificado de un virus negativo no es por sí mismo infeccioso, puesto que necesita ser traducido en ARN positivo. Los virus ARN de sentido negativo utilizan una ARN polimerasa o transcriptasa para formar ARN de sentido positivo. Esto significa que el virus debe aportar la enzima ARN polimerasa, puesto que esta es dependiente del ARN. La molécula ARN de sentido positivo entonces actúa como un ARNm vírico, que se traduce en proteínas por los ribosomas del hospedero. Las proteína resultante se dedica directamente a la producción de los elementos de los nuevos viriones, tales como las proteínas de la cápside y la ARN replicasa, que se encarga de la producción de nuevas moléculas de ARN de sentido negativo. 

### Virus retrotranscrito
El virus retrotranscrito puede tener dos tipos de genoma:

#### Virus ARN monocatenario retrotranscrito
Un virus ARN monocatenario retrotranscrito (o virus ssRNA-RT) es un virus con ARN de cadena sencilla en su genoma que se replica en la célula hospedadora mediante transcripción inversa, es decir, mediante la formación de ADN a partir del molde ARN. Estos virus usan transcriptasa inversa codificada en el genoma del virus, es decir, una ADN polimerasa dependiente del ARN, para producir ADN a partir del genoma ARN vírico. Este ADN a menudo se integra en el genoma del hospedador, como en el caso de los retrovirus y pseudovirus, donde es replicado y transcrito por el hospedador. 

#### Virus ADN bicatenario retrotranscrito
Los virus de transcripción inversa se replican mediante la transcripción inversa, que es la formación de ADN a partir de una plantilla de ARN. Los virus de transcripción inversa que contienen un genoma de ARN utilizan un intermedio de ADN para replicarse, mientras que los que contienen un genoma de ADN utilizan un intermedio de ARN durante la replicación del genoma. Este grupo contiene dos familias: Hepadnaviridae, que infecta a animales y Caulimoviridae, que infecta plantas.

### «Tabla periódica» de los virus
Existe una organización no oficial, con un sentido didáctico, de los principales virus, virus satélite, viroides, virusoides y priones, distribuidos y presentados al estilo de la tabla periódica de los elementos. Esta clasificación organiza estas partículas infecciosas en función de la clasificación de Baltimore y atendiendo a la familia, según el ICTV, a la que pertenezca cada virus.

## Infección por tipo de organismos hospedadores
Los virus infectan a todo tipo de organismos y, aunque existen en todo el mundo, cada especie tiene un grupo de virus específico y, a menudo, solo la infectan a ella.

### Virus de bacterias
Los bacteriófagos son un grupo extremadamente común y diverso de virus. Por ejemplo, los bacteriófagos son la forma más común de entidad biológica en los medios acuáticos; en los océanos hay hasta diez veces más de estos virus que de bacterias, alcanzando niveles de 250 millones de bacteriófagos por milímetro cúbico de agua marina. Estos virus infectan bacterias específicas uniéndose a moléculas receptoras de superficie y entrando en la célula. En un periodo corto de tiempo (en algunos casos en unos minutos), las polimerasas bacterianas empiezan a traducir ARN vírico en proteína. Estas proteínas se convierten en nuevos viriones dentro de la célula, proteínas colaboradoras que ayudan a parecerse nuevos viriones, o proteínas implicadas en la lisis celular. Las enzimas víricas colaboran en la destrucción de la membrana celular y, en el caso del fago T4, un poco más de veinte minutos después de la inyección ya se pueden liberar más de 300 fagos.
El mecanismo principal por el que las bacterias se defienden de los bacteriófagos es produciendo enzimas que destruyen el ADN ajeno. Estas enzimas, llamadas endonucleases de restricción, fragmentan el ADN vírico que los bacteriófagos introducen en las células bacterianas. Las bacterias también tienen un sistema que utiliza secuencias CRISPR para retener fragmentos del genoma de virus que se han encontrado en el pasado, lo que les permite impedir la replicación del virus mediante una forma de interferencia del ARN. Este sistema genético proporciona a las bacterias una inmunidad adquirida a las infecciones.

### Virus de arqueas
Algunos virus se replican dentro de las arqueas. Esto incluye virus con formas ya conocidas en las bacterias y eucariotas y otros con una variedad de formas inusuales, como botellas, barras con un gancho o incluso lágrimas que no parecen tener relación evolutiva con otros virus, estos últimos han sido descritos en mayor detalle en los termófilos, en particular los órdenes Sulfolobales y Thermoproteales. La defensa contra estos virus pueden incluir la interferencia del ARN de secuencias de secuencias repetidas de ADN del genoma arqueobacterial que están relacionadas con los genes de los virus.

### Virus de células

#### Virus de animales
Los virus son importantes patógenos del ganado. Enfermedades como la fiebre aftosa y la lengua azul son causadas por virus. Los animales de compañía (como perros, gatos y caballos), si no se les vacuna, son susceptibles a infecciones víricas graves. El parvovirus canino es causado por un pequeño virus ADN y las infecciones a menudo son fatales en los cachorros. Como todos los invertebrados, la abeja de la miel es susceptible a muchas infecciones víricas. Afortunadamente, la mayoría de virus coexisten de manera inofensiva con su hospedador y no causan signos o síntomas de enfermedad.

#### Virus de plantas
Hay muchos tipos de virus de las plantas o fitovirus, pero a menudo solo causan una pérdida de producción, y no es económicamente viable intentar controlarlos. Los virus de las plantas a menudo son transmitidos de una planta a otra por organismos conocidos como vectores. Normalmente son insectos, pero también se ha demostrado que algunos hongos, nemátodos y organismos unicelulares son vectores. Cuando se considera económico el control de infecciones por fitovirus (en los frutos perennes, por ejemplo), los esfuerzos se concentran en matar a los vectores y eliminar hospedadores alternativos como malas hierbas.
Las plantas tienen mecanismos de defensa elaborados y eficientes contra los virus. Uno de los más eficientes es la presencia de los llamados genes de resistencia (R). Cada gen R confiere resistencia a un virus determinado desencadenando zonas localizadas de muerte celular alrededor de la célula infectada, que se pueden ver a simple vista en forma de manchas grandes. Esto detiene la expansión de la infección. La interferencia del ARN también es una defensa efectiva en las plantas. Cuando están infectadas, las plantas a menudo producen desinfectantes naturales que matan los virus, como el ácido salicílico, el óxido nítrico y moléculas reactivas de oxígeno.

#### Virus de hongos
Los efectos de las infecciones por micovirus pueden variar de ventajosas a perjudiciales, pero la mayoría de los micovirus son asintomáticos o crípticos. En consecuencia, los síntomas solo pueden aparecer cuando ciertas condiciones del sistema virus-hongo cambian y se desequilibran. Esto podría ser externo (ambiental) así como interno (citoplasmático). Todavía no se sabe por qué algunas combinaciones de micovirus y hongos suelen ser perjudiciales, mientras que otras son asintomáticas o incluso beneficiosas. Se desconoce si el transporte vírico es un proceso activo o pasivo, generalmente se supone que los virus fúngicos avanzan por flujo de plasma. Es posible que los micovirus simplemente no necesiten una ruta externa de infección, ya que tienen muchos medios de transmisión y propagación debido al estilo de vida de su hospedador fúngico como la plasmogamia e intercambio citoplasmático durante largos períodos de tiempo, producción de grandes cantidades de esporas asexuales, pasar el invierno a través de esclerocios y transmisión más o menos efectiva en esporas sexuales.

#### Virus de los reinos Chromista y Protozoa
Estos virus pueden infectar a diversos organismos eucariotas como algas, protozoos, mohos mucilaginosos y pseudohongos. Se desconocen muchas de sus características pero pueden transmitirse por esporas, difusión pasiva, reproducción y fagocitosis de partículas víricas. Estos virus pueden jugar un papel importante en el control de la proliferación de algas y la población de protozoos, incluyendo protozoos parásitos. Destacan por albergar algunos de los virus más grandes conocidos que infectan principalmente amebas y mohos mucilaginosos.

#### Virus con más de dos tipos de hospedadores distintos
Algunos virus pueden infectar a dos tipos de hospedadores distintos por cruzado como las familias Reoviridae y Rhabdoviridae; animales, plantas, hongos, chromistas y protozoos pasando por el ser humano y organismos unicelulares como los protozoos. Muchos virus asociados a hospedadores distintos son virus de hongos que a la vez se encuentran asociados con plantas como Alphaflexiviridae, Betaflexiviridae, Tymoviridae y Amalgaviridae, o chromistas y protozoos como Totiviridae, Narnaviridae y Mitoviridae. Los caudovirus (Caudoviricetes) o los famosos bacteriófagos de cola no solo infectan a las bacterias, sino también a arqueas y por lo tanto infectan hospedadores distintos por cruzado que serían células procariotas en contraposición con los anteriores que infectarían células eucariotas.

### Virus satélite
A pesar de que los virus sean dependientes de las células para su supervivencia, existen virus que dependen de otros virus para su existencia, denominados virus satélite que no pueden replicarse sin ayuda de un virus auxiliar y son más pequeños que los virus comunes. Los virus satélite generalmente necesitan un virus auxiliar del cual requeriran en parte la maquinaria replicativa (polimerasas y otras enzimas) del virus hospedador, generalmente no son dañinos para sus virus auxiliares. Sin embargo algunos como los virófagos sin pueden ser parásitos o infectivos al inhibir su replicación, secuestrar totalmente su maquinaria replicativa, causarles malformación en su desarrollo y suprimir su número de viriones. Aunque los virus satélite se repliquen en un hospedador vírico, no pueden comenzar a hacerlo hasta que su virus auxiliar haya infectado a la célula hospedador. Se cree que se podrían insertar en los genomas víricos a modo de transposones víricos.
Los virus satélite también pueden defender a las células hospedadores de sus virus, por ejemplo los alfasatélites y tolecusatélites pueden controlar a sus virus auxiliares reduciéndoles la virulencia y la infectividad cuando tomen su maquinaria replicativa. Por otra parte, los virófagos se replican secuestrando los aparatos de replicación de los virus auxiliares, suprimiendo así el número de viriones producidos por los virus auxiliares, aumentando la probabilidad de supervivencia del hospedador. Algunos virófagos pueden endogenizarse, y esta endogeneización puede considerarse una forma de inmunidad adaptativa para el hospedador contra la infección por sus virus.

### Virus virógafos
Los virófagos (familia Lavidaviridae), llamados también virus caníbales, son virus que parasitan a otros virus y son virus satélite de ADN bicatenario. La diana de estos virus antivirus es siempre un virus gigante al que producen malformaciones en el momento de su replicación dentro de la célula hospedadora.

## Virus y enfermedades humanas

Representación de las principales infecciones víricas y las principales especies involucradas en estas.

Ejemplos de enfermedades humanas comunes provocadas por virus son el resfriado, la gripe, la varicela y el herpes simple. Muchas enfermedades graves como el ébola, el sida, la gripe aviar y el SARS son causadas por virus. La capacidad relativa de los virus de provocar enfermedades se describe en términos de «virulencia». Otras enfermedades están siendo investigadas para descubrir si su agente causante también es un virus, como la posible conexión entre el herpesvirus humano 6 (HHV6) y enfermedades neurológicas como la esclerosis múltiple y el síndrome de fatiga crónica. Actualmente existe un debate sobre si el bornaviridae, antiguamente considerado la causa de enfermedades neurológicas en los caballos, podría ser la causa de enfermedades psiquiátricas en los humanos.
Los virus tienen diferentes mecanismos mediante los cuales causan enfermedades a un organismo, que dependen en gran medida de la especie de virus. Los mecanismos a nivel celular son principalmente la lisis de la célula, es decir, la ruptura y posterior muerte de la célula. En los organismos pluricelulares, si mueren demasiadas células del organismo en general comenzará a sufrir sus efectos. Aunque los virus causan una disrupción de la homeostasis saludable, provocando una enfermedad, también pueden existir de manera relativamente inofensiva en un organismo. Un ejemplo sería la capacidad del virus del herpes simple de permanecer en un estado durmiente dentro del cuerpo humano. Esto recibe el nombre de «latencia» y es una característica de todos los herpesvirus, incluyendo el virus de Epstein-Barr (que causa mononucleosis infecciosa) y el virus de la varicela zóster (que causa la varicela). Las infecciones latentes de varicela pueden generarse posteriormente en la etapa adulta del ser humano en forma de la enfermedad llamada herpes zóster. Sin embargo, estos virus latentes algunas veces suelen ser beneficiosos, incrementando la inmunidad del cuerpo contra algunos seres patógenos, como es el caso del Yersinia pestis. Cuando alguna enfermedad vírica vuelve a aparecer en cualquier etapa de la vida se conoce popularmente como culebrilla.
Algunos virus pueden causar infecciones permanentes o crónicas, en las que los virus continúan replicándose en el cuerpo a pesar de los mecanismos de defensa del hospedador. Esto es habitual en las infecciones de virus de la hepatitis B y de la hepatitis C. Los enfermos crónicos son conocidos como portadores, pues sirven de reservorio de los virus infecciosos. En poblaciones con una proporción elevada de portadores, se dice que la enfermedad es endémica. Algunos virus pueden mutar dentro de las células hospedadores, reforzando sus defensas contra diversos antivirales, proceso conocido como mutación.

### Epidemiología
La epidemiología vírica es la rama de la ciencia médica que estudia la transmisión y el control de infecciones víricas en los humanos. La transmisión de virus puede ser vertical (de madre a hijo) u horizontal (de una persona a otra). Ejemplos de transmisión vertical incluyen el virus de la hepatitis B o el VIH, en que el bebé ya nace infectado con el virus. Otro ejemplo más raro es el virus de la varicela zóster. Normalmente causa infecciones relativamente leves en los humanos, pero puede resultar fatal para los fetos y los bebés recién nacidos. La transmisión horizontal es el mecanismo de contagio de virus más extendido. La transmisión puede ser por intercambio de sangre o por el cambio de fluidos en la actividad sexual (p. ej., VIH, hepatitis B y hepatitis C), por la boca por el intercambio de saliva (p. ej., virus de Epstein-Barr), por alimentos o agua contaminados (p. ej., norovirus), por la respiración de virus en forma de aerosol (p. ej., virus de la gripe) o por insectos vectores como los mosquitos (ej., dengue). La tasa y la velocidad de la transmisión de infecciones víricas dependen de factores como la densidad de población, el número de individuos susceptibles (los que no son inmunes), la calidad del sistema sanitario y el tiempo.
La epidemiología se utiliza para romper la cadena de infecciones en poblaciones durante brotes de enfermedades víricas. Se utilizan medidas de control basándose en el conocimiento del modo de transmisión del virus. Una vez identificado el virus, a veces se puede romper la cadena de infecciones por medio de vacunas. Cuando no se puede contar con vacunas, pueden resultar eficientes el saneamiento y la desinfección. A menudo se aísla a las personas infectadas del resto de la comunidad, y los que han estado expuestos al virus son puestos en cuarentena. Para controlar el brote de fiebre aftosa en bovinos británicos en 2001, se sacrificaron miles de cabezas de ganado. La mayoría de infecciones víricas de los humanos y otros animales tienen un periodo de "incubación" durante el cual la infección no causa ningún signo o síntoma. Los períodos de incubación de las enfermedades víricas van desde unos días hasta semanas, pero son conocidos en el caso de muchas infecciones. Tras el periodo de incubación hay un «periodo de comunicabilidad», un tiempo durante el cual el individuo o animal infectado es contagioso y puede infectar otra persona o animal. Este periodo también es conocido en muchas infecciones, y el conocimiento de la longitud de ambos periodos es importante en el control de brotes. Cuando un brote causa una proporción inusualmente elevada de infecciones en una población, comunidad o región, se le llama epidemia. Si un brote se extiende en todo el mundo se le llama pandemia.

### Epidemias y pandemias

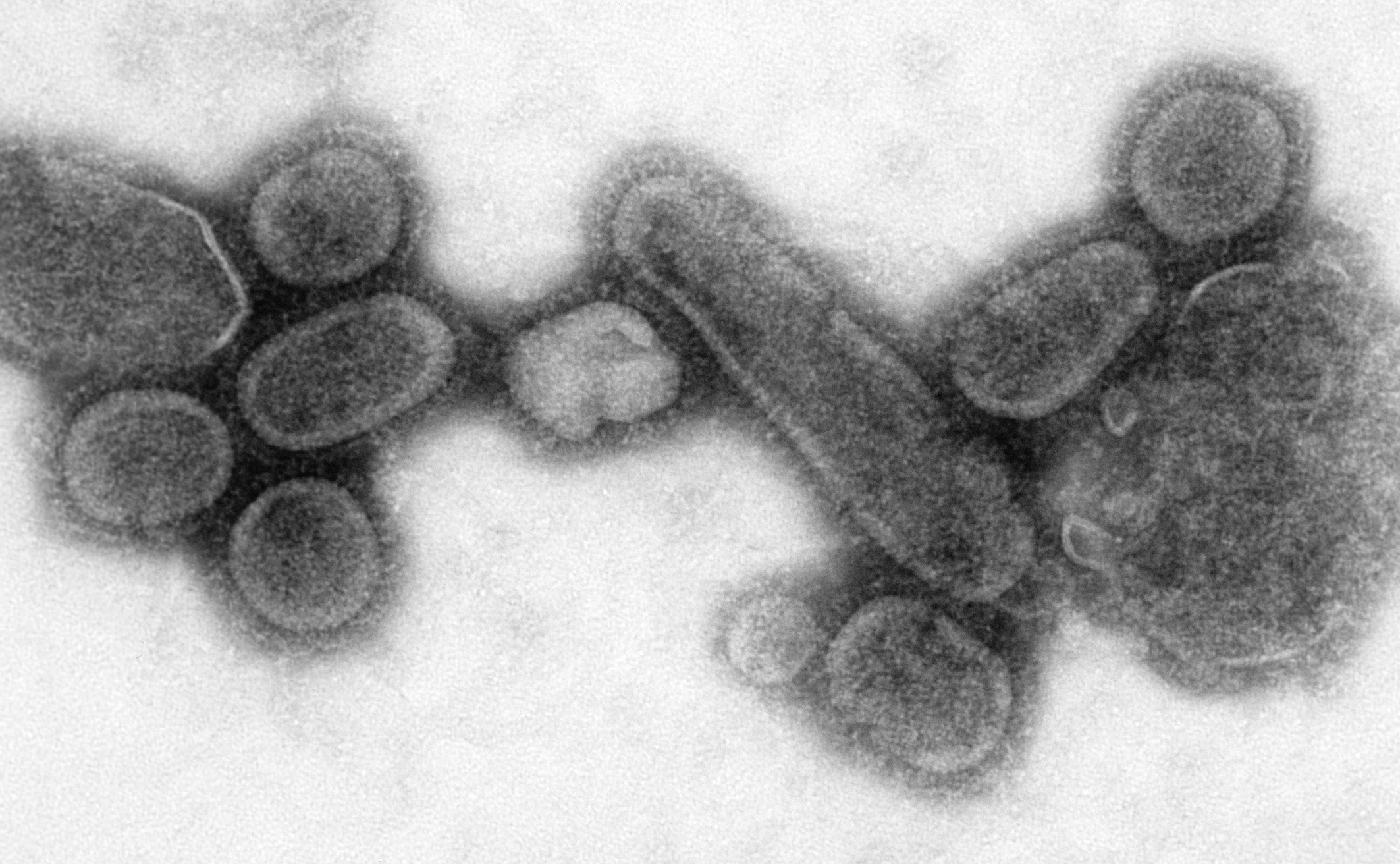
Reconstrucción del tenebroso virus de la pandemia de gripe de 1918 que llegó a matar a cerca del 5 % de la población humana entre 1918 y 1919. Es considerada la más grave pandemia en toda la historia de la humanidad.

Las poblaciones amerindias fueron devastadas por enfermedades contagiosas, especialmente la viruela, llevada a América por los colonos europeos. Es incierto el número de nativos americanos muertos por enfermedades extranjeras después de la llegada de Colón a América, pero se ha estimado que fue el 70 % de la población indígena. Los estragos causados por esta enfermedad contribuyeron significativamente a los intentos de los europeos de ahuyentar o conquistar la población nativa.

 Una pandemia es una epidemia global. La pandemia de gripe de 1918, fue una pandemia de gripe de categoría 5 provocada por un virus de la gripe A inusualmente grave y mortal. Las víctimas a menudo eran adultos jóvenes sanos, en contraste con la mayoría de brotes de gripe, que afectan predominantemente pacientes jóvenes, ancianos o débiles. La pandemia de gripe española duró de 1918 a 1919. Las estimaciones más antiguas dicen que mató entre 40 y 50 millones de personas, mientras que las más recientes sugieren que podría haber muerto hasta 100 millones de personas, o un 5 % de la población mundial en 1918.
La mayoría de investigadores creen que el VIH se originó en el África subsahariana durante el siglo XX; y actualmente es una pandemia, con un número estimado de 38,6 millones de enfermos en todo el mundo. El Programa Conjunto de las Naciones Unidas sobre el VIH/SIDA (UNAIDS) y la Organización Mundial de la Salud (OMS) estiman que el sida ha matado a más de 25 millones de personas desde que fue reconocida por primera vez el 5 de junio de 1981, siendo una de las epidemias más destructivas de la historia. En 2007 hubo 2,7 millones de infecciones con VIH y dos muertes relacionadas con este virus.
Algunos patógenos víricos muy letales son miembros de la familia de los Filoviridae. Los Filovirus son virus similares a filamentos que causan la fiebre hemorrágica vírica, e incluyen el Ébola y los virus de Marburg. El virus de Marburg atrajo la atención de la prensa en abril de 2005 por un brote en Angola. El brote, que comenzó en 2004 y se extendió en 2005, fue la peor epidemia del mundo de cualquier tipo de fiebre hemorrágica vírica.
En 2009, surgió en México, una pandemia de Influenzavirus A (H1N1); conocido como Virus H1N1/09 Pandémico. El origen de la infección es una variante de la cepa H1N1, con material genético proveniente de una cepa aviaria, dos cepas porcinas y una humana que sufrió una mutación y dio un salto entre especies (o heterocontagio) de los cerdos a los humanos, y contagiándose de persona a persona. La pandemia fue clasificada, según la OMS, de Nivel 6. Aproximadamente, murieron 14.286 en todo el mundo a causa de esta enfermedad.

### Cáncer
Los virus son una causa establecida de cáncer en los humanos y otras especies. Los cánceres víricos son extremadamente raros. Los virus que producen cáncer pueden provenir de muchas familias, tanto de virus ADN como de virus ARN y no únicamente del oncovirus (un término obsoleto para referirse a los retrovirus). El desarrollo del cáncer puede deberse a gran cantidad de factores como la debilidad inmunitaria del hospedador y mutaciones en este. Los virus más importantes asociados con cánceres humanos son el papilomavirus humano, el virus de la hepatitis B, el virus de la hepatitis C, el virus de Epstein-Barr, y el virus T-linfotrópico humano. El más reciente descubrimiento de un virus que causa cáncer es el poliomavirus (Merkel cell polyomavirus) que es la causa de un raro cáncer de piel denominado carcinoma de células de Merkel.
Los virus de la hepatitis pueden causar una infección crónica que provoca cáncer de hígado. La infección con virus T-linfotrópico humano puede causar paraparesia espástica tropical y leucemia de linfocitos T del adulto. Los papilomavirus humanos son una causa establecida de cáncer de cérvix, piel, ano y pene. Dentro de los Herpesviridae, el human herpesvirus 8 causa sarcoma de Kaposi y linfoma de las cavidades corporales, y el virus de Epstein-Barr causa linfoma de Burkitt, enfermedad de Hodgkin, trastorno linfoproliferativo de los linfocitos B y carcinoma nasofaríngeo. El Merkel cell poliomavirus está estrechamente relacionado con el SV40 y con los poliomavirus del ratón que han sido usados como modelos de animales para los virus del cáncer desde hace 50 años.

### Respuesta inmune del hospedador
La primera línea de defensa del organismo contra los virus es el sistema inmunitario innato. Este incluye las células y otros mecanismos que defienden al organismo de la infección de una forma no específica. Esto significa que las células del sistema innato reconocen y responden a los agentes patógenos de una manera genérica, pero, a diferencia del sistema inmune adaptativo, no confieren protección de larga duración o inmunidad.
El ARN interferente es una importante defensa innata contra los virus. Muchos virus tienen una estrategia de replicación que implica ARN bicatenario (dsRNA). Cuando tales virus infectan a una célula y liberan su molécula o moléculas de ARN, inmediatamente una proteína compleja denominada dicer se une al ARN y lo corta en pedazos más pequeños. Una vía bioquímica denominada complejo RISC se activa y degrada el ARNm vírico. Los rotavirus evitan este mecanismo no desnudándose completamente dentro de la célula. El dsRNA genómico continúa protegido en el interior del núcleo del virión y se liberan los nuevos ARNm producidos a través de los poros de la cápside.

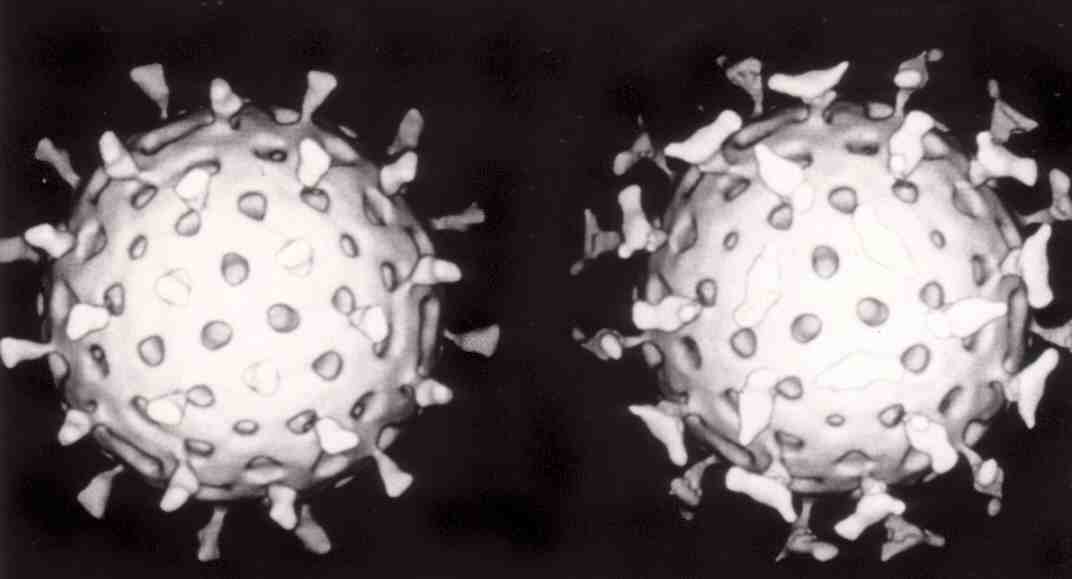
Dos rotavirus; el de la derecha está recubierto por anticuerpos que impiden la adhesión a la célula hospedador.

Cuando el sistema inmunitario adaptativo de un vertebrado encuentra un virus, produce anticuerpos específicos que se unen al virus y lo hacen no infeccioso, lo que se denomina inmunidad humoral. Dos tipos de anticuerpos son importantes. El primero se denomina IgM y es altamente eficaz para neutralizar los virus, pero solo es producido por las células del sistema inmune durante unas pocas semanas. El segundo, denominado IgG, se produce indefinidamente. La presencia de IgM en la sangre del hospedador se utiliza para determinar una infección aguda, mientras que el IgG indica una infección en el pasado. Los dos tipos de anticuerpos se analizan cuando se llevan a cabo las pruebas de inmunidad.
Una segunda línea de defensa de los vertebrados frente a los virus se denomina inmunidad celular y consiste en las células inmunitarias conocidas como linfocitos T. Las células del organismo constantemente muestran cortos fragmentos de sus proteínas en la superficie celular. Si un linfocito T reconoce en una célula un fragmento sospechoso de ser vírico, destruye dicha célula y a continuación se produce una proliferación de los linfocitos T específicos para ese virus. Los macrófagos son las células especialistas en la presentación antigénica. La producción de interferón es un importante mecanismo que interviene también en la defensa, donde destaca la activación de proteínas dependientes de ARN de doble cadena, como la Proteína cinasa R.
No todas las infecciones por virus producen de esta manera una respuesta inmune protectora. El VIH evade al sistema inmunológico por el cambio constante de la secuencia de aminoácidos de las proteínas en la superficie del virión. Estos persistentes virus eluden el control mediante el secuestro y bloqueo de la presentación antigénica, resistencia a las citoquinas, evasión a las actividades de los linfocitos T, inactivación de la apoptosis, y el cambio antigénico. Otros virus, denominados "virus neurotróficos", se propagan en el sistema neural, donde el sistema inmunológico puede ser incapaz de llegar a ellos.

### Prevención
Dado que los virus utilizan la maquinaria de una célula hospedador para reproducirse y residen en el interior, son difíciles de eliminar sin matar a la célula hospedador. Los enfoques médicos más eficientes para enfrentarse a las enfermedades víricas conocidos hasta ahora son las vacunas, que ofrecen resistencia a la infección, y los antivirales.

#### Vacunas
La vacunación es una forma barata y eficaz para la prevención de las infecciones causadas por los virus. Se han utilizado vacunas para prevenir enfermedades víricas desde mucho antes del descubrimiento de los virus. Su uso ha dado lugar a una dramática disminución de la morbilidad (enfermedad) y mortalidad (muerte) asociada a infecciones víricas como poliomielitis, sarampión, paperas y rubéola. La viruela ha sido erradicada. En la actualidad se dispone de vacunas para prevenir más de trece infecciones víricas en los seres humanos, y algunas más se utilizan para prevenir infecciones víricas en animales. El proceso de vacunación se basa en la idea de que se puede lograr inmunidad específica contra una enfermedad, en particular si se provoca esta en condiciones controladas de manera que el individuo no padece los síntomas asociados con dicha enfermedad y el sistema inmune reacciona produciendo un arsenal de anticuerpos y células inmunes con capacidad para destruir o neutralizar cualquiera otra invasión por parte del mismo agente infeccioso, como los linfocitos T; que son los responsables de coordinar la respuesta inmune celular.
Las vacunas pueden consistir en virus vivos atenuados o en virus muertos, o en solo las proteínas víricas (antígenos). Las vacunas vivas contienen formas debilitadas del virus que causa la enfermedad. Las vacunas vivas pueden ser peligrosas cuando se administran a las personas inmunodeficientes, puesto que en estas personas incluso el virus debilitado puede causar la enfermedad original. Sin embargo, la vacuna contra el virus de la fiebre amarilla, obtenida de una cepa atenuada denominada 17D, es posiblemente una de las vacunas más seguras y eficaces fabricadas.
Se utilizan la biotecnología y las técnicas de ingeniería genética para producir vacunas a partir de subunidades de los virus. Estas vacunas usan solo la cápside de proteínas del virus. La vacuna de la hepatitis B es un ejemplo de este tipo de vacuna. Las vacunas de subunidades son seguras para pacientes inmunodeficientes, ya que no pueden causar la enfermedad.

#### Medicamentos antivirales

El fármaco antiviral zidovudina (AZT), análogo de la timidina.

El primer fármaco que se presentó como agente antiviral verdaderamente selectivo y con éxito fue el aciclovir; que fue utilizado como tratamiento profiláctico del herpes genital y cutáneo, y también en el tratamiento de las lesiones causadas por el Herpes zoster. Durante los últimos veinte años, el desarrollo de fármacos antivirales continuó aumentando rápidamente, impulsado por la epidemia del sida. Los medicamentos antivirales son a menudo análogos de nucleósidos (falsos nucleósidos, los bloques de construcción de los ácidos nucleicos) que los virus incorporan a sus genomas durante la replicación. El ciclo de vida del virus entonces se detiene debido a que las nuevas cadenas de ADN sintetizadas son defectuosas. Esto se debe a que los análogos carecen de los grupos hidroxilos que, junto a los átomos de fósforo, forman los enlaces de la fuerte «columna vertebral» de la molécula de ADN. A esto se le denomina interrupción de la cadena de ADN. Ejemplos de análogos de nucleósidos son el aciclovir para tratar el virus del herpes y lamivudina para las infecciones de VIH y hepatitis B. Aciclovir es uno de los fármacos antivirales más antiguos y frecuentemente prescritos.

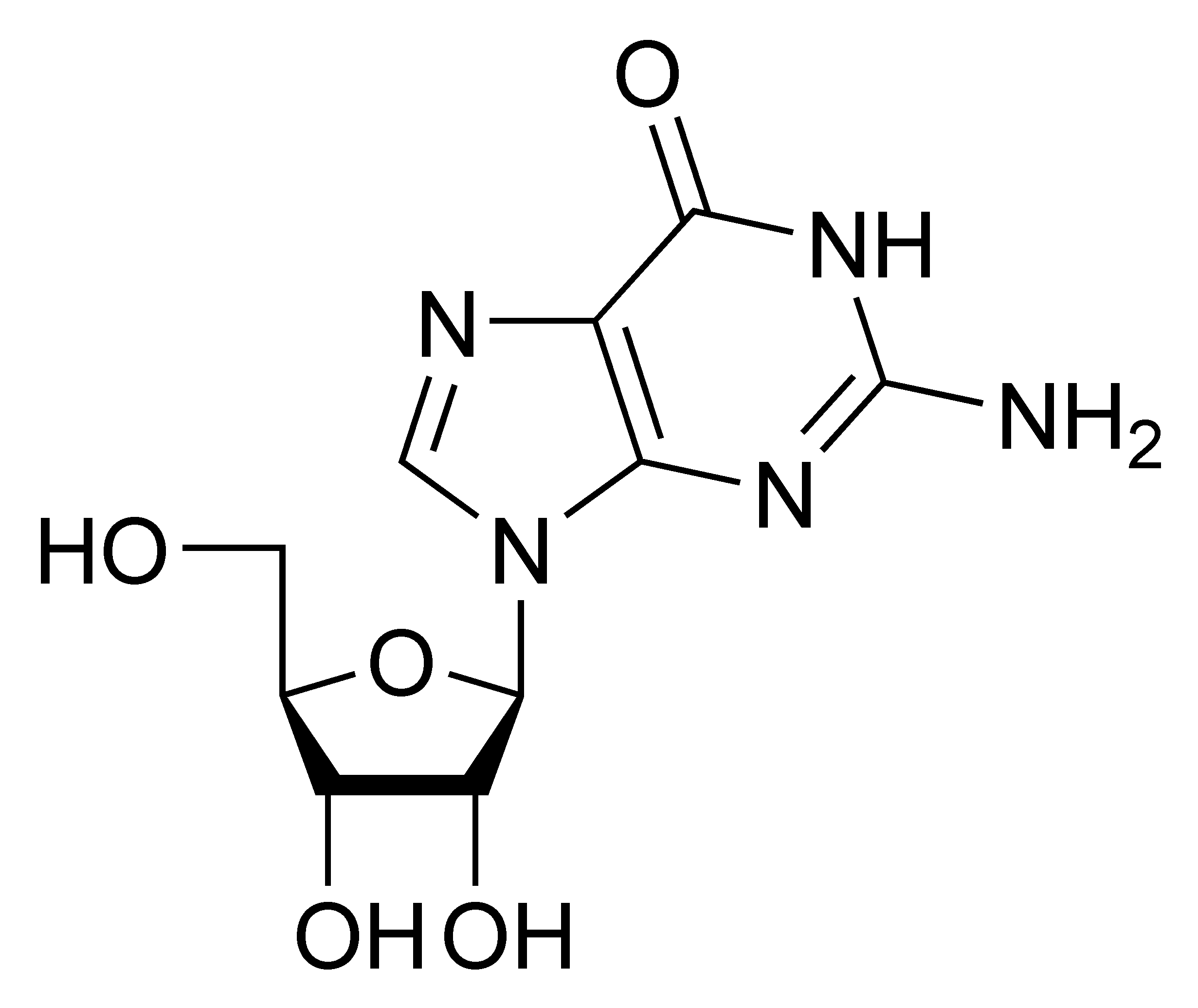
Guanosina.

El fármaco antiviral aciclovir, análogo de la guanosina.

La hepatitis C es causada por un virus ARN. En el 80 % de las personas infectadas, la enfermedad es crónica y sin tratamiento continúan siendo infecciosas para el resto de sus vidas. Sin embargo, ahora existe un tratamiento efectivo con el fármaco ribavirina, un análogo de nucleósido, en combinación con interferón. Actualmente se está desarrollando una estrategia similar con lamivudina para el tratamiento de los portadores crónicos de hepatitis B. Otros fármacos antivirales en uso tienen como objetivo diferentes etapas del ciclo de replicación del virus. El VIH depende de una enzima proteolítica denominada proteasa VIH-1 para ser plenamente infeccioso. Existe una clase de medicamentos denominados inhibidores de la proteasa que han sido diseñados para inactivar esta enzima.
El sida, provocado por el VIH, tiene un tratamiento antiviral con la zidovudina (azidotimidina o AZT). La zidovudina es un potente inhibidor de la transcriptasa inversa (RT), enzima esencial en el proceso de replicación del VIH. Sin embargo, sus efectos no son duraderos y en algunos casos, estos son inútiles, puesto que el VIH es un retrovirus y su genoma de ARN debe ser transcrito por la RT para convertirlo en una molécula de ADN que constituye el provirus. La zidovudina no tiene ningún efecto sobre el provirus, ya que solo inhibe su formación mas no la expresión de esta en las células hospedadores. Por otra parte, el uso duradero de zidovudina podría provocar una mutación del VIH, haciendo resistente al virus a este tratamiento.

## Aplicaciones

### Ciencias de la vida y medicina
Los virus son importantes para el estudio de la biología molecular y celular, pues son sistemas sencillos que se pueden utilizar para manipular e investigar el funcionamiento de las células. El estudio y el uso de los virus ha ofrecido información valiosa sobre aspectos de la biología celular. Por ejemplo, los virus han resultado útiles en el estudio de la genética y han contribuido a comprender los mecanismos básicos de la genética molecular, como la replicación del ADN, la transcripción, la maduración del ARN, la traducción, el transporte de proteínas y la inmunología.
Los genetistas a menudo utilizan virus como vectores para introducir genes en células que están estudiando. Esto es útil para hacer que la célula produzca una sustancia ajena, o para estudiar el efecto de la introducción de un nuevo gen en el genoma. A este proceso se le denomina transducción. De manera similar, la viroterapia utiliza virus como vectores para tratar diversas enfermedades, pues pueden dirigirse específicamente a células y al ADN. Tiene un uso prometedor en el tratamiento del cáncer y en la terapia génica. Científicos del este de Europa han utilizado la terapia fágica como alternativa a los antibióticos desde hace un tiempo, y el interés por este enfoque está creciendo debido al alto nivel de resistencia a los antibióticos observado actualmente en algunas bacterias patógenas.

### Materiales científicos y nanotecnología
Las tendencias actuales en nanotecnología prometen hacer un uso mucho más versátil de los virus. Desde el punto de vista de un científico de materiales, los virus pueden ser considerados nanopartículas orgánicas. Su superficie porta herramientas específicas diseñadas para cruzar las barreras de la célula hospedador. El tamaño y la forma de los virus, así como el número y la naturaleza de los grupos funcionales de su superficie, están definidos con precisión. Por tanto, los virus son utilizados habitualmente en ciencia de materiales como carcasas de modificaciones de superficie unidas de forma covalente. Una cualidad particular de los virus es que pueden ser diseñados por evolución dirigida. Las técnicas potentes desarrolladas por las ciencias de la vida están siendo la base de enfoques de ingeniería hacia los nanomateriales, abriendo una gran variedad de usos mucho más allá de la biología y la medicina.
Debido a su tamaño, forma y estructuras químicas bien definidas, los virus han sido utilizados como moldes para organizar materiales a nanoescala. Entre los ejemplos recientes está el trabajo realizado en el Naval Research Laboratory de Washington D. C., utilizando partículas del Cowpea mosaic virus (CPMV) para amplificar señales en sensores basados en chips de ADN. En este uso, las partículas víricas separan las tinciones fluorescentes utilizadas con el fin de evitar la formación de dímeros no fluorescentes que actúen como extintores. Otro ejemplo es el uso del CPMV como nanoplaca de pruebas para moléculas electrónicas.

### Armas
La capacidad de los virus de causar epidemias devastadoras en las sociedades humanas ha llevado a la preocupación de que se puedan convertir en armas biológicas. Esta preocupación aumentó después de que se consiguiera recrear el virus de la gripe española en un laboratorio. El virus de la viruela devastó numerosas sociedades a lo largo de la historia antes de ser erradicado. Actualmente solo existe en varios laboratorios seguros en diversos lugares del mundo, pero los temores de que pueda ser utilizado como arma no están totalmente infundados; la vacuna de la viruela no es segura —durante los años anteriores a la erradicación de la viruela cayó más gente gravemente enferma como resultado de la vacunación que por la propia viruela— y la vacunación para la viruela ya no se practica. Por este motivo gran parte de la población humana actual casi no tiene resistencia a la viruela.